# 프라오미스속
프라오미스속 또는 아프리카부드러운털쥐속(Praomys)은 쥐과 쥐아과에 속하는 설치류 속이다. 아프리카에서 발견된다. 17종으로 이루어져 있다.

## 하위 종
| - 쿠체부드러운털쥐 (P. coetzeei) - 달톤쥐 (P. daltoni) - 데그라프부드러운털쥐 (P. degraaffi) - 동아프리카부드러운털쥐 (P. delectorum) - 데루쥐 (P. derooi) - 하르트비히부드러운털쥐 (P. hartwigi) - 잭슨부드러운털쥐 (P. jacksoni) - 루콜렐라습지쥐 (P. lukolelae) - 꼬마부드러운털쥐 (P. minor) | - 미존부드러운털쥐 (P. misonnei) - 카메룬부드러운털쥐 (P. morio) - 무톤부드러운털쥐 (P. mutoni) - 고텔산맥부드러운털쥐 (P. obscurus) - 페테르부드러운털쥐 (P. petteri) - 숲부드러운털쥐 (P. rostratus) - 툴버그부드러운털쥐 (P. tullbergi) - 페르스휘런습지쥐 (P. verschureni) |

## 계통 분류
다음은 2008년 레콤프테 등(Lecompte et al.)과 2016년 로우 등(Rowe et al.)의 연구에 기초한 계통 분류이다.

| 술라웨시가시쥐군 | 술라웨시가시쥐속, 가는뿌리쥐속, 술라웨시돼지코쥐속, 작은술라웨시땃쥐쥐속, 돼지코땃쥐쥐속, 서머술라웨시쥐속, 큰술라웨시땃쥐쥐속, 마마사물쥐속 |
|                  | 술라웨시가시쥐속, 가는뿌리쥐속, 술라웨시돼지코쥐속, 작은술라웨시땃쥐쥐속, 돼지코땃쥐쥐속, 서머술라웨시쥐속, 큰술라웨시땃쥐쥐속, 마마사물쥐속 |
|                  | \| 밀러드쥐군 \| 민도로나무타기쥐속, 페아나무쥐속, 밀러드쥐속, 긴꼬리자이언트쥐속, 흰배쥐속, 폴린석회암쥐속, 오히야쥐속, 다오반티엔석회암쥐속 \| \| \| 민도로나무타기쥐속, 페아나무쥐속, 밀러드쥐속, 긴꼬리자이언트쥐속, 흰배쥐속, 폴린석회암쥐속, 오히야쥐속, 다오반티엔석회암쥐속 \| \| 시궁쥐군 \| 루손넓은이빨쥐속, 반디쿠트쥐속, 흰이빨쥐속, 필리핀쥐속, 언덕쥐속, 류큐긴꼬리자이언트쥐속, 할마헤라쥐속, 소디나무쥐속, 코모도쥐속, 민다나오산악쥐속, 짧은꼬리반디쿠트쥐속, 스람쥐속, 팔라완부드러운털산악쥐속, 플로레스자이언트쥐속, 술라웨시자이언트쥐속, 플로레스긴코쥐속, 시궁쥐속, 자이언트순다쥐속, 셀레베스쥐속, 긴발쥐속, 루손짧은코쥐속 \| \| \| 루손넓은이빨쥐속, 반디쿠트쥐속, 흰이빨쥐속, 필리핀쥐속, 언덕쥐속, 류큐긴꼬리자이언트쥐속, 할마헤라쥐속, 소디나무쥐속, 코모도쥐속, 민다나오산악쥐속, 짧은꼬리반디쿠트쥐속, 스람쥐속, 팔라완부드러운털산악쥐속, 플로레스자이언트쥐속, 술라웨시자이언트쥐속, 플로레스긴코쥐속, 시궁쥐속, 자이언트순다쥐속, 셀레베스쥐속, 긴발쥐속, 루손짧은코쥐속 \| |
|                  | |
| 밀러드쥐군       | 민도로나무타기쥐속, 페아나무쥐속, 밀러드쥐속, 긴꼬리자이언트쥐속, 흰배쥐속, 폴린석회암쥐속, 오히야쥐속, 다오반티엔석회암쥐속 |
|                  | 민도로나무타기쥐속, 페아나무쥐속, 밀러드쥐속, 긴꼬리자이언트쥐속, 흰배쥐속, 폴린석회암쥐속, 오히야쥐속, 다오반티엔석회암쥐속 |
| 시궁쥐군         | 루손넓은이빨쥐속, 반디쿠트쥐속, 흰이빨쥐속, 필리핀쥐속, 언덕쥐속, 류큐긴꼬리자이언트쥐속, 할마헤라쥐속, 소디나무쥐속, 코모도쥐속, 민다나오산악쥐속, 짧은꼬리반디쿠트쥐속, 스람쥐속, 팔라완부드러운털산악쥐속, 플로레스자이언트쥐속, 술라웨시자이언트쥐속, 플로레스긴코쥐속, 시궁쥐속, 자이언트순다쥐속, 셀레베스쥐속, 긴발쥐속, 루손짧은코쥐속 |
|                  | 루손넓은이빨쥐속, 반디쿠트쥐속, 흰이빨쥐속, 필리핀쥐속, 언덕쥐속, 류큐긴꼬리자이언트쥐속, 할마헤라쥐속, 소디나무쥐속, 코모도쥐속, 민다나오산악쥐속, 짧은꼬리반디쿠트쥐속, 스람쥐속, 팔라완부드러운털산악쥐속, 플로레스자이언트쥐속, 술라웨시자이언트쥐속, 플로레스긴코쥐속, 시궁쥐속, 자이언트순다쥐속, 셀레베스쥐속, 긴발쥐속, 루손짧은코쥐속 |

| 밀러드쥐군 | 민도로나무타기쥐속, 페아나무쥐속, 밀러드쥐속, 긴꼬리자이언트쥐속, 흰배쥐속, 폴린석회암쥐속, 오히야쥐속, 다오반티엔석회암쥐속 |
|            | 민도로나무타기쥐속, 페아나무쥐속, 밀러드쥐속, 긴꼬리자이언트쥐속, 흰배쥐속, 폴린석회암쥐속, 오히야쥐속, 다오반티엔석회암쥐속 |
| 시궁쥐군   | 루손넓은이빨쥐속, 반디쿠트쥐속, 흰이빨쥐속, 필리핀쥐속, 언덕쥐속, 류큐긴꼬리자이언트쥐속, 할마헤라쥐속, 소디나무쥐속, 코모도쥐속, 민다나오산악쥐속, 짧은꼬리반디쿠트쥐속, 스람쥐속, 팔라완부드러운털산악쥐속, 플로레스자이언트쥐속, 술라웨시자이언트쥐속, 플로레스긴코쥐속, 시궁쥐속, 자이언트순다쥐속, 셀레베스쥐속, 긴발쥐속, 루손짧은코쥐속 |
|            | 루손넓은이빨쥐속, 반디쿠트쥐속, 흰이빨쥐속, 필리핀쥐속, 언덕쥐속, 류큐긴꼬리자이언트쥐속, 할마헤라쥐속, 소디나무쥐속, 코모도쥐속, 민다나오산악쥐속, 짧은꼬리반디쿠트쥐속, 스람쥐속, 팔라완부드러운털산악쥐속, 플로레스자이언트쥐속, 술라웨시자이언트쥐속, 플로레스긴코쥐속, 시궁쥐속, 자이언트순다쥐속, 셀레베스쥐속, 긴발쥐속, 루손짧은코쥐속 |

| 술라웨시가시쥐군 | 술라웨시가시쥐속, 가는뿌리쥐속, 술라웨시돼지코쥐속, 작은술라웨시땃쥐쥐속, 돼지코땃쥐쥐속, 서머술라웨시쥐속, 큰술라웨시땃쥐쥐속, 마마사물쥐속 |
|                  | 술라웨시가시쥐속, 가는뿌리쥐속, 술라웨시돼지코쥐속, 작은술라웨시땃쥐쥐속, 돼지코땃쥐쥐속, 서머술라웨시쥐속, 큰술라웨시땃쥐쥐속, 마마사물쥐속 |
|                  | \| 밀러드쥐군 \| 민도로나무타기쥐속, 페아나무쥐속, 밀러드쥐속, 긴꼬리자이언트쥐속, 흰배쥐속, 폴린석회암쥐속, 오히야쥐속, 다오반티엔석회암쥐속 \| \| \| 민도로나무타기쥐속, 페아나무쥐속, 밀러드쥐속, 긴꼬리자이언트쥐속, 흰배쥐속, 폴린석회암쥐속, 오히야쥐속, 다오반티엔석회암쥐속 \| \| 시궁쥐군 \| 루손넓은이빨쥐속, 반디쿠트쥐속, 흰이빨쥐속, 필리핀쥐속, 언덕쥐속, 류큐긴꼬리자이언트쥐속, 할마헤라쥐속, 소디나무쥐속, 코모도쥐속, 민다나오산악쥐속, 짧은꼬리반디쿠트쥐속, 스람쥐속, 팔라완부드러운털산악쥐속, 플로레스자이언트쥐속, 술라웨시자이언트쥐속, 플로레스긴코쥐속, 시궁쥐속, 자이언트순다쥐속, 셀레베스쥐속, 긴발쥐속, 루손짧은코쥐속 \| \| \| 루손넓은이빨쥐속, 반디쿠트쥐속, 흰이빨쥐속, 필리핀쥐속, 언덕쥐속, 류큐긴꼬리자이언트쥐속, 할마헤라쥐속, 소디나무쥐속, 코모도쥐속, 민다나오산악쥐속, 짧은꼬리반디쿠트쥐속, 스람쥐속, 팔라완부드러운털산악쥐속, 플로레스자이언트쥐속, 술라웨시자이언트쥐속, 플로레스긴코쥐속, 시궁쥐속, 자이언트순다쥐속, 셀레베스쥐속, 긴발쥐속, 루손짧은코쥐속 \| |
|                  | |
| 밀러드쥐군       | 민도로나무타기쥐속, 페아나무쥐속, 밀러드쥐속, 긴꼬리자이언트쥐속, 흰배쥐속, 폴린석회암쥐속, 오히야쥐속, 다오반티엔석회암쥐속 |
|                  | 민도로나무타기쥐속, 페아나무쥐속, 밀러드쥐속, 긴꼬리자이언트쥐속, 흰배쥐속, 폴린석회암쥐속, 오히야쥐속, 다오반티엔석회암쥐속 |
| 시궁쥐군         | 루손넓은이빨쥐속, 반디쿠트쥐속, 흰이빨쥐속, 필리핀쥐속, 언덕쥐속, 류큐긴꼬리자이언트쥐속, 할마헤라쥐속, 소디나무쥐속, 코모도쥐속, 민다나오산악쥐속, 짧은꼬리반디쿠트쥐속, 스람쥐속, 팔라완부드러운털산악쥐속, 플로레스자이언트쥐속, 술라웨시자이언트쥐속, 플로레스긴코쥐속, 시궁쥐속, 자이언트순다쥐속, 셀레베스쥐속, 긴발쥐속, 루손짧은코쥐속 |
|                  | 루손넓은이빨쥐속, 반디쿠트쥐속, 흰이빨쥐속, 필리핀쥐속, 언덕쥐속, 류큐긴꼬리자이언트쥐속, 할마헤라쥐속, 소디나무쥐속, 코모도쥐속, 민다나오산악쥐속, 짧은꼬리반디쿠트쥐속, 스람쥐속, 팔라완부드러운털산악쥐속, 플로레스자이언트쥐속, 술라웨시자이언트쥐속, 플로레스긴코쥐속, 시궁쥐속, 자이언트순다쥐속, 셀레베스쥐속, 긴발쥐속, 루손짧은코쥐속 |

| 밀러드쥐군 | 민도로나무타기쥐속, 페아나무쥐속, 밀러드쥐속, 긴꼬리자이언트쥐속, 흰배쥐속, 폴린석회암쥐속, 오히야쥐속, 다오반티엔석회암쥐속 |
|            | 민도로나무타기쥐속, 페아나무쥐속, 밀러드쥐속, 긴꼬리자이언트쥐속, 흰배쥐속, 폴린석회암쥐속, 오히야쥐속, 다오반티엔석회암쥐속 |
| 시궁쥐군   | 루손넓은이빨쥐속, 반디쿠트쥐속, 흰이빨쥐속, 필리핀쥐속, 언덕쥐속, 류큐긴꼬리자이언트쥐속, 할마헤라쥐속, 소디나무쥐속, 코모도쥐속, 민다나오산악쥐속, 짧은꼬리반디쿠트쥐속, 스람쥐속, 팔라완부드러운털산악쥐속, 플로레스자이언트쥐속, 술라웨시자이언트쥐속, 플로레스긴코쥐속, 시궁쥐속, 자이언트순다쥐속, 셀레베스쥐속, 긴발쥐속, 루손짧은코쥐속 |
|            | 루손넓은이빨쥐속, 반디쿠트쥐속, 흰이빨쥐속, 필리핀쥐속, 언덕쥐속, 류큐긴꼬리자이언트쥐속, 할마헤라쥐속, 소디나무쥐속, 코모도쥐속, 민다나오산악쥐속, 짧은꼬리반디쿠트쥐속, 스람쥐속, 팔라완부드러운털산악쥐속, 플로레스자이언트쥐속, 술라웨시자이언트쥐속, 플로레스긴코쥐속, 시궁쥐속, 자이언트순다쥐속, 셀레베스쥐속, 긴발쥐속, 루손짧은코쥐속 |

| 술라웨시가시쥐군 | 술라웨시가시쥐속, 가는뿌리쥐속, 술라웨시돼지코쥐속, 작은술라웨시땃쥐쥐속, 돼지코땃쥐쥐속, 서머술라웨시쥐속, 큰술라웨시땃쥐쥐속, 마마사물쥐속 |
|                  | 술라웨시가시쥐속, 가는뿌리쥐속, 술라웨시돼지코쥐속, 작은술라웨시땃쥐쥐속, 돼지코땃쥐쥐속, 서머술라웨시쥐속, 큰술라웨시땃쥐쥐속, 마마사물쥐속 |
|                  | \| 밀러드쥐군 \| 민도로나무타기쥐속, 페아나무쥐속, 밀러드쥐속, 긴꼬리자이언트쥐속, 흰배쥐속, 폴린석회암쥐속, 오히야쥐속, 다오반티엔석회암쥐속 \| \| \| 민도로나무타기쥐속, 페아나무쥐속, 밀러드쥐속, 긴꼬리자이언트쥐속, 흰배쥐속, 폴린석회암쥐속, 오히야쥐속, 다오반티엔석회암쥐속 \| \| 시궁쥐군 \| 루손넓은이빨쥐속, 반디쿠트쥐속, 흰이빨쥐속, 필리핀쥐속, 언덕쥐속, 류큐긴꼬리자이언트쥐속, 할마헤라쥐속, 소디나무쥐속, 코모도쥐속, 민다나오산악쥐속, 짧은꼬리반디쿠트쥐속, 스람쥐속, 팔라완부드러운털산악쥐속, 플로레스자이언트쥐속, 술라웨시자이언트쥐속, 플로레스긴코쥐속, 시궁쥐속, 자이언트순다쥐속, 셀레베스쥐속, 긴발쥐속, 루손짧은코쥐속 \| \| \| 루손넓은이빨쥐속, 반디쿠트쥐속, 흰이빨쥐속, 필리핀쥐속, 언덕쥐속, 류큐긴꼬리자이언트쥐속, 할마헤라쥐속, 소디나무쥐속, 코모도쥐속, 민다나오산악쥐속, 짧은꼬리반디쿠트쥐속, 스람쥐속, 팔라완부드러운털산악쥐속, 플로레스자이언트쥐속, 술라웨시자이언트쥐속, 플로레스긴코쥐속, 시궁쥐속, 자이언트순다쥐속, 셀레베스쥐속, 긴발쥐속, 루손짧은코쥐속 \| |
|                  | |
| 밀러드쥐군       | 민도로나무타기쥐속, 페아나무쥐속, 밀러드쥐속, 긴꼬리자이언트쥐속, 흰배쥐속, 폴린석회암쥐속, 오히야쥐속, 다오반티엔석회암쥐속 |
|                  | 민도로나무타기쥐속, 페아나무쥐속, 밀러드쥐속, 긴꼬리자이언트쥐속, 흰배쥐속, 폴린석회암쥐속, 오히야쥐속, 다오반티엔석회암쥐속 |
| 시궁쥐군         | 루손넓은이빨쥐속, 반디쿠트쥐속, 흰이빨쥐속, 필리핀쥐속, 언덕쥐속, 류큐긴꼬리자이언트쥐속, 할마헤라쥐속, 소디나무쥐속, 코모도쥐속, 민다나오산악쥐속, 짧은꼬리반디쿠트쥐속, 스람쥐속, 팔라완부드러운털산악쥐속, 플로레스자이언트쥐속, 술라웨시자이언트쥐속, 플로레스긴코쥐속, 시궁쥐속, 자이언트순다쥐속, 셀레베스쥐속, 긴발쥐속, 루손짧은코쥐속 |
|                  | 루손넓은이빨쥐속, 반디쿠트쥐속, 흰이빨쥐속, 필리핀쥐속, 언덕쥐속, 류큐긴꼬리자이언트쥐속, 할마헤라쥐속, 소디나무쥐속, 코모도쥐속, 민다나오산악쥐속, 짧은꼬리반디쿠트쥐속, 스람쥐속, 팔라완부드러운털산악쥐속, 플로레스자이언트쥐속, 술라웨시자이언트쥐속, 플로레스긴코쥐속, 시궁쥐속, 자이언트순다쥐속, 셀레베스쥐속, 긴발쥐속, 루손짧은코쥐속 |

| 밀러드쥐군 | 민도로나무타기쥐속, 페아나무쥐속, 밀러드쥐속, 긴꼬리자이언트쥐속, 흰배쥐속, 폴린석회암쥐속, 오히야쥐속, 다오반티엔석회암쥐속 |
|            | 민도로나무타기쥐속, 페아나무쥐속, 밀러드쥐속, 긴꼬리자이언트쥐속, 흰배쥐속, 폴린석회암쥐속, 오히야쥐속, 다오반티엔석회암쥐속 |
| 시궁쥐군   | 루손넓은이빨쥐속, 반디쿠트쥐속, 흰이빨쥐속, 필리핀쥐속, 언덕쥐속, 류큐긴꼬리자이언트쥐속, 할마헤라쥐속, 소디나무쥐속, 코모도쥐속, 민다나오산악쥐속, 짧은꼬리반디쿠트쥐속, 스람쥐속, 팔라완부드러운털산악쥐속, 플로레스자이언트쥐속, 술라웨시자이언트쥐속, 플로레스긴코쥐속, 시궁쥐속, 자이언트순다쥐속, 셀레베스쥐속, 긴발쥐속, 루손짧은코쥐속 |
|            | 루손넓은이빨쥐속, 반디쿠트쥐속, 흰이빨쥐속, 필리핀쥐속, 언덕쥐속, 류큐긴꼬리자이언트쥐속, 할마헤라쥐속, 소디나무쥐속, 코모도쥐속, 민다나오산악쥐속, 짧은꼬리반디쿠트쥐속, 스람쥐속, 팔라완부드러운털산악쥐속, 플로레스자이언트쥐속, 술라웨시자이언트쥐속, 플로레스긴코쥐속, 시궁쥐속, 자이언트순다쥐속, 셀레베스쥐속, 긴발쥐속, 루손짧은코쥐속 |

| 술라웨시가시쥐군 | 술라웨시가시쥐속, 가는뿌리쥐속, 술라웨시돼지코쥐속, 작은술라웨시땃쥐쥐속, 돼지코땃쥐쥐속, 서머술라웨시쥐속, 큰술라웨시땃쥐쥐속, 마마사물쥐속 |
|                  | 술라웨시가시쥐속, 가는뿌리쥐속, 술라웨시돼지코쥐속, 작은술라웨시땃쥐쥐속, 돼지코땃쥐쥐속, 서머술라웨시쥐속, 큰술라웨시땃쥐쥐속, 마마사물쥐속 |
|                  | \| 밀러드쥐군 \| 민도로나무타기쥐속, 페아나무쥐속, 밀러드쥐속, 긴꼬리자이언트쥐속, 흰배쥐속, 폴린석회암쥐속, 오히야쥐속, 다오반티엔석회암쥐속 \| \| \| 민도로나무타기쥐속, 페아나무쥐속, 밀러드쥐속, 긴꼬리자이언트쥐속, 흰배쥐속, 폴린석회암쥐속, 오히야쥐속, 다오반티엔석회암쥐속 \| \| 시궁쥐군 \| 루손넓은이빨쥐속, 반디쿠트쥐속, 흰이빨쥐속, 필리핀쥐속, 언덕쥐속, 류큐긴꼬리자이언트쥐속, 할마헤라쥐속, 소디나무쥐속, 코모도쥐속, 민다나오산악쥐속, 짧은꼬리반디쿠트쥐속, 스람쥐속, 팔라완부드러운털산악쥐속, 플로레스자이언트쥐속, 술라웨시자이언트쥐속, 플로레스긴코쥐속, 시궁쥐속, 자이언트순다쥐속, 셀레베스쥐속, 긴발쥐속, 루손짧은코쥐속 \| \| \| 루손넓은이빨쥐속, 반디쿠트쥐속, 흰이빨쥐속, 필리핀쥐속, 언덕쥐속, 류큐긴꼬리자이언트쥐속, 할마헤라쥐속, 소디나무쥐속, 코모도쥐속, 민다나오산악쥐속, 짧은꼬리반디쿠트쥐속, 스람쥐속, 팔라완부드러운털산악쥐속, 플로레스자이언트쥐속, 술라웨시자이언트쥐속, 플로레스긴코쥐속, 시궁쥐속, 자이언트순다쥐속, 셀레베스쥐속, 긴발쥐속, 루손짧은코쥐속 \| |
|                  | |
| 밀러드쥐군       | 민도로나무타기쥐속, 페아나무쥐속, 밀러드쥐속, 긴꼬리자이언트쥐속, 흰배쥐속, 폴린석회암쥐속, 오히야쥐속, 다오반티엔석회암쥐속 |
|                  | 민도로나무타기쥐속, 페아나무쥐속, 밀러드쥐속, 긴꼬리자이언트쥐속, 흰배쥐속, 폴린석회암쥐속, 오히야쥐속, 다오반티엔석회암쥐속 |
| 시궁쥐군         | 루손넓은이빨쥐속, 반디쿠트쥐속, 흰이빨쥐속, 필리핀쥐속, 언덕쥐속, 류큐긴꼬리자이언트쥐속, 할마헤라쥐속, 소디나무쥐속, 코모도쥐속, 민다나오산악쥐속, 짧은꼬리반디쿠트쥐속, 스람쥐속, 팔라완부드러운털산악쥐속, 플로레스자이언트쥐속, 술라웨시자이언트쥐속, 플로레스긴코쥐속, 시궁쥐속, 자이언트순다쥐속, 셀레베스쥐속, 긴발쥐속, 루손짧은코쥐속 |
|                  | 루손넓은이빨쥐속, 반디쿠트쥐속, 흰이빨쥐속, 필리핀쥐속, 언덕쥐속, 류큐긴꼬리자이언트쥐속, 할마헤라쥐속, 소디나무쥐속, 코모도쥐속, 민다나오산악쥐속, 짧은꼬리반디쿠트쥐속, 스람쥐속, 팔라완부드러운털산악쥐속, 플로레스자이언트쥐속, 술라웨시자이언트쥐속, 플로레스긴코쥐속, 시궁쥐속, 자이언트순다쥐속, 셀레베스쥐속, 긴발쥐속, 루손짧은코쥐속 |

| 밀러드쥐군 | 민도로나무타기쥐속, 페아나무쥐속, 밀러드쥐속, 긴꼬리자이언트쥐속, 흰배쥐속, 폴린석회암쥐속, 오히야쥐속, 다오반티엔석회암쥐속 |
|            | 민도로나무타기쥐속, 페아나무쥐속, 밀러드쥐속, 긴꼬리자이언트쥐속, 흰배쥐속, 폴린석회암쥐속, 오히야쥐속, 다오반티엔석회암쥐속 |
| 시궁쥐군   | 루손넓은이빨쥐속, 반디쿠트쥐속, 흰이빨쥐속, 필리핀쥐속, 언덕쥐속, 류큐긴꼬리자이언트쥐속, 할마헤라쥐속, 소디나무쥐속, 코모도쥐속, 민다나오산악쥐속, 짧은꼬리반디쿠트쥐속, 스람쥐속, 팔라완부드러운털산악쥐속, 플로레스자이언트쥐속, 술라웨시자이언트쥐속, 플로레스긴코쥐속, 시궁쥐속, 자이언트순다쥐속, 셀레베스쥐속, 긴발쥐속, 루손짧은코쥐속 |
|            | 루손넓은이빨쥐속, 반디쿠트쥐속, 흰이빨쥐속, 필리핀쥐속, 언덕쥐속, 류큐긴꼬리자이언트쥐속, 할마헤라쥐속, 소디나무쥐속, 코모도쥐속, 민다나오산악쥐속, 짧은꼬리반디쿠트쥐속, 스람쥐속, 팔라완부드러운털산악쥐속, 플로레스자이언트쥐속, 술라웨시자이언트쥐속, 플로레스긴코쥐속, 시궁쥐속, 자이언트순다쥐속, 셀레베스쥐속, 긴발쥐속, 루손짧은코쥐속 |

|                        | 쥐족(에티오피아등줄쥐속, 생쥐속) |
|                        | |
| 프라오미스족           | \| 아프리카물쥐군 \| 아프리카물쥐속, 에티오피아물쥐속, 넓은머리쥐속 \| \| \| 아프리카물쥐속, 에티오피아물쥐속, 넓은머리쥐속 \| \| 에티오피아좁은머리쥐군 \| 아프리카검은쥐속, 아프리카숲쥐속, 다유방쥐속, 베록스쥐속, 프라오미스속, 에티오피아좁은머리쥐속 \| \| \| 아프리카검은쥐속, 아프리카숲쥐속, 다유방쥐속, 베록스쥐속, 프라오미스속, 에티오피아좁은머리쥐속 \| |
|                        | \| 아프리카물쥐군 \| 아프리카물쥐속, 에티오피아물쥐속, 넓은머리쥐속 \| \| \| 아프리카물쥐속, 에티오피아물쥐속, 넓은머리쥐속 \| \| 에티오피아좁은머리쥐군 \| 아프리카검은쥐속, 아프리카숲쥐속, 다유방쥐속, 베록스쥐속, 프라오미스속, 에티오피아좁은머리쥐속 \| \| \| 아프리카검은쥐속, 아프리카숲쥐속, 다유방쥐속, 베록스쥐속, 프라오미스속, 에티오피아좁은머리쥐속 \| |
| 아프리카물쥐군         | 아프리카물쥐속, 에티오피아물쥐속, 넓은머리쥐속 |
|                        | 아프리카물쥐속, 에티오피아물쥐속, 넓은머리쥐속 |
| 에티오피아좁은머리쥐군 | 아프리카검은쥐속, 아프리카숲쥐속, 다유방쥐속, 베록스쥐속, 프라오미스속, 에티오피아좁은머리쥐속 |
|                        | 아프리카검은쥐속, 아프리카숲쥐속, 다유방쥐속, 베록스쥐속, 프라오미스속, 에티오피아좁은머리쥐속 |

| 아프리카물쥐군         | 아프리카물쥐속, 에티오피아물쥐속, 넓은머리쥐속                                                 |
|                        | 아프리카물쥐속, 에티오피아물쥐속, 넓은머리쥐속                                                 |
| 에티오피아좁은머리쥐군 | 아프리카검은쥐속, 아프리카숲쥐속, 다유방쥐속, 베록스쥐속, 프라오미스속, 에티오피아좁은머리쥐속 |
|                        | 아프리카검은쥐속, 아프리카숲쥐속, 다유방쥐속, 베록스쥐속, 프라오미스속, 에티오피아좁은머리쥐속 |

|          | 큰귀습지쥐족           |
|          |                        |
| 붉은쥐족 | 붉은쥐속, 류큐가시쥐속 |
|          | 붉은쥐속, 류큐가시쥐속 |

|                        | 쥐족(에티오피아등줄쥐속, 생쥐속) |
|                        | |
| 프라오미스족           | \| 아프리카물쥐군 \| 아프리카물쥐속, 에티오피아물쥐속, 넓은머리쥐속 \| \| \| 아프리카물쥐속, 에티오피아물쥐속, 넓은머리쥐속 \| \| 에티오피아좁은머리쥐군 \| 아프리카검은쥐속, 아프리카숲쥐속, 다유방쥐속, 베록스쥐속, 프라오미스속, 에티오피아좁은머리쥐속 \| \| \| 아프리카검은쥐속, 아프리카숲쥐속, 다유방쥐속, 베록스쥐속, 프라오미스속, 에티오피아좁은머리쥐속 \| |
|                        | \| 아프리카물쥐군 \| 아프리카물쥐속, 에티오피아물쥐속, 넓은머리쥐속 \| \| \| 아프리카물쥐속, 에티오피아물쥐속, 넓은머리쥐속 \| \| 에티오피아좁은머리쥐군 \| 아프리카검은쥐속, 아프리카숲쥐속, 다유방쥐속, 베록스쥐속, 프라오미스속, 에티오피아좁은머리쥐속 \| \| \| 아프리카검은쥐속, 아프리카숲쥐속, 다유방쥐속, 베록스쥐속, 프라오미스속, 에티오피아좁은머리쥐속 \| |
| 아프리카물쥐군         | 아프리카물쥐속, 에티오피아물쥐속, 넓은머리쥐속 |
|                        | 아프리카물쥐속, 에티오피아물쥐속, 넓은머리쥐속 |
| 에티오피아좁은머리쥐군 | 아프리카검은쥐속, 아프리카숲쥐속, 다유방쥐속, 베록스쥐속, 프라오미스속, 에티오피아좁은머리쥐속 |
|                        | 아프리카검은쥐속, 아프리카숲쥐속, 다유방쥐속, 베록스쥐속, 프라오미스속, 에티오피아좁은머리쥐속 |

| 아프리카물쥐군         | 아프리카물쥐속, 에티오피아물쥐속, 넓은머리쥐속                                                 |
|                        | 아프리카물쥐속, 에티오피아물쥐속, 넓은머리쥐속                                                 |
| 에티오피아좁은머리쥐군 | 아프리카검은쥐속, 아프리카숲쥐속, 다유방쥐속, 베록스쥐속, 프라오미스속, 에티오피아좁은머리쥐속 |
|                        | 아프리카검은쥐속, 아프리카숲쥐속, 다유방쥐속, 베록스쥐속, 프라오미스속, 에티오피아좁은머리쥐속 |

|          | 큰귀습지쥐족           |
|          |                        |
| 붉은쥐족 | 붉은쥐속, 류큐가시쥐속 |
|          | 붉은쥐속, 류큐가시쥐속 |

| 밀라르디아족 | 인도바위쥐속, 크럼프쥐속, 블랜포드쥐속, 밀라르디아속                                                                    |
|              | 인도바위쥐속, 크럼프쥐속, 블랜포드쥐속, 밀라르디아속                                                                    |
|              | \| \| 아프리카플라이쥐족(아프리카카루쥐속, 아프리카플라이쥐속, 휘파람쥐속) \| \| \| \| \| \| 아르비칸티스족 \| \| \| \| |
|              | |
|              | 아프리카플라이쥐족(아프리카카루쥐속, 아프리카플라이쥐속, 휘파람쥐속)                                                    |
|              | |
|              | 아르비칸티스족 |
|              | |

|  | 아프리카플라이쥐족(아프리카카루쥐속, 아프리카플라이쥐속, 휘파람쥐속) |
|  |                                                                      |
|  | 아르비칸티스족                                                       |
|  |                                                                      |

|                        | 쥐족(에티오피아등줄쥐속, 생쥐속) |
|                        | |
| 프라오미스족           | \| 아프리카물쥐군 \| 아프리카물쥐속, 에티오피아물쥐속, 넓은머리쥐속 \| \| \| 아프리카물쥐속, 에티오피아물쥐속, 넓은머리쥐속 \| \| 에티오피아좁은머리쥐군 \| 아프리카검은쥐속, 아프리카숲쥐속, 다유방쥐속, 베록스쥐속, 프라오미스속, 에티오피아좁은머리쥐속 \| \| \| 아프리카검은쥐속, 아프리카숲쥐속, 다유방쥐속, 베록스쥐속, 프라오미스속, 에티오피아좁은머리쥐속 \| |
|                        | \| 아프리카물쥐군 \| 아프리카물쥐속, 에티오피아물쥐속, 넓은머리쥐속 \| \| \| 아프리카물쥐속, 에티오피아물쥐속, 넓은머리쥐속 \| \| 에티오피아좁은머리쥐군 \| 아프리카검은쥐속, 아프리카숲쥐속, 다유방쥐속, 베록스쥐속, 프라오미스속, 에티오피아좁은머리쥐속 \| \| \| 아프리카검은쥐속, 아프리카숲쥐속, 다유방쥐속, 베록스쥐속, 프라오미스속, 에티오피아좁은머리쥐속 \| |
| 아프리카물쥐군         | 아프리카물쥐속, 에티오피아물쥐속, 넓은머리쥐속 |
|                        | 아프리카물쥐속, 에티오피아물쥐속, 넓은머리쥐속 |
| 에티오피아좁은머리쥐군 | 아프리카검은쥐속, 아프리카숲쥐속, 다유방쥐속, 베록스쥐속, 프라오미스속, 에티오피아좁은머리쥐속 |
|                        | 아프리카검은쥐속, 아프리카숲쥐속, 다유방쥐속, 베록스쥐속, 프라오미스속, 에티오피아좁은머리쥐속 |

| 아프리카물쥐군         | 아프리카물쥐속, 에티오피아물쥐속, 넓은머리쥐속                                                 |
|                        | 아프리카물쥐속, 에티오피아물쥐속, 넓은머리쥐속                                                 |
| 에티오피아좁은머리쥐군 | 아프리카검은쥐속, 아프리카숲쥐속, 다유방쥐속, 베록스쥐속, 프라오미스속, 에티오피아좁은머리쥐속 |
|                        | 아프리카검은쥐속, 아프리카숲쥐속, 다유방쥐속, 베록스쥐속, 프라오미스속, 에티오피아좁은머리쥐속 |

|          | 큰귀습지쥐족           |
|          |                        |
| 붉은쥐족 | 붉은쥐속, 류큐가시쥐속 |
|          | 붉은쥐속, 류큐가시쥐속 |

|                        | 쥐족(에티오피아등줄쥐속, 생쥐속) |
|                        | |
| 프라오미스족           | \| 아프리카물쥐군 \| 아프리카물쥐속, 에티오피아물쥐속, 넓은머리쥐속 \| \| \| 아프리카물쥐속, 에티오피아물쥐속, 넓은머리쥐속 \| \| 에티오피아좁은머리쥐군 \| 아프리카검은쥐속, 아프리카숲쥐속, 다유방쥐속, 베록스쥐속, 프라오미스속, 에티오피아좁은머리쥐속 \| \| \| 아프리카검은쥐속, 아프리카숲쥐속, 다유방쥐속, 베록스쥐속, 프라오미스속, 에티오피아좁은머리쥐속 \| |
|                        | \| 아프리카물쥐군 \| 아프리카물쥐속, 에티오피아물쥐속, 넓은머리쥐속 \| \| \| 아프리카물쥐속, 에티오피아물쥐속, 넓은머리쥐속 \| \| 에티오피아좁은머리쥐군 \| 아프리카검은쥐속, 아프리카숲쥐속, 다유방쥐속, 베록스쥐속, 프라오미스속, 에티오피아좁은머리쥐속 \| \| \| 아프리카검은쥐속, 아프리카숲쥐속, 다유방쥐속, 베록스쥐속, 프라오미스속, 에티오피아좁은머리쥐속 \| |
| 아프리카물쥐군         | 아프리카물쥐속, 에티오피아물쥐속, 넓은머리쥐속 |
|                        | 아프리카물쥐속, 에티오피아물쥐속, 넓은머리쥐속 |
| 에티오피아좁은머리쥐군 | 아프리카검은쥐속, 아프리카숲쥐속, 다유방쥐속, 베록스쥐속, 프라오미스속, 에티오피아좁은머리쥐속 |
|                        | 아프리카검은쥐속, 아프리카숲쥐속, 다유방쥐속, 베록스쥐속, 프라오미스속, 에티오피아좁은머리쥐속 |

| 아프리카물쥐군         | 아프리카물쥐속, 에티오피아물쥐속, 넓은머리쥐속                                                 |
|                        | 아프리카물쥐속, 에티오피아물쥐속, 넓은머리쥐속                                                 |
| 에티오피아좁은머리쥐군 | 아프리카검은쥐속, 아프리카숲쥐속, 다유방쥐속, 베록스쥐속, 프라오미스속, 에티오피아좁은머리쥐속 |
|                        | 아프리카검은쥐속, 아프리카숲쥐속, 다유방쥐속, 베록스쥐속, 프라오미스속, 에티오피아좁은머리쥐속 |

|          | 큰귀습지쥐족           |
|          |                        |
| 붉은쥐족 | 붉은쥐속, 류큐가시쥐속 |
|          | 붉은쥐속, 류큐가시쥐속 |

| 밀라르디아족 | 인도바위쥐속, 크럼프쥐속, 블랜포드쥐속, 밀라르디아속                                                                    |
|              | 인도바위쥐속, 크럼프쥐속, 블랜포드쥐속, 밀라르디아속                                                                    |
|              | \| \| 아프리카플라이쥐족(아프리카카루쥐속, 아프리카플라이쥐속, 휘파람쥐속) \| \| \| \| \| \| 아르비칸티스족 \| \| \| \| |
|              | |
|              | 아프리카플라이쥐족(아프리카카루쥐속, 아프리카플라이쥐속, 휘파람쥐속)                                                    |
|              | |
|              | 아르비칸티스족 |
|              | |

|  | 아프리카플라이쥐족(아프리카카루쥐속, 아프리카플라이쥐속, 휘파람쥐속) |
|  |                                                                      |
|  | 아르비칸티스족                                                       |
|  |                                                                      |

|                        | 쥐족(에티오피아등줄쥐속, 생쥐속) |
|                        | |
| 프라오미스족           | \| 아프리카물쥐군 \| 아프리카물쥐속, 에티오피아물쥐속, 넓은머리쥐속 \| \| \| 아프리카물쥐속, 에티오피아물쥐속, 넓은머리쥐속 \| \| 에티오피아좁은머리쥐군 \| 아프리카검은쥐속, 아프리카숲쥐속, 다유방쥐속, 베록스쥐속, 프라오미스속, 에티오피아좁은머리쥐속 \| \| \| 아프리카검은쥐속, 아프리카숲쥐속, 다유방쥐속, 베록스쥐속, 프라오미스속, 에티오피아좁은머리쥐속 \| |
|                        | \| 아프리카물쥐군 \| 아프리카물쥐속, 에티오피아물쥐속, 넓은머리쥐속 \| \| \| 아프리카물쥐속, 에티오피아물쥐속, 넓은머리쥐속 \| \| 에티오피아좁은머리쥐군 \| 아프리카검은쥐속, 아프리카숲쥐속, 다유방쥐속, 베록스쥐속, 프라오미스속, 에티오피아좁은머리쥐속 \| \| \| 아프리카검은쥐속, 아프리카숲쥐속, 다유방쥐속, 베록스쥐속, 프라오미스속, 에티오피아좁은머리쥐속 \| |
| 아프리카물쥐군         | 아프리카물쥐속, 에티오피아물쥐속, 넓은머리쥐속 |
|                        | 아프리카물쥐속, 에티오피아물쥐속, 넓은머리쥐속 |
| 에티오피아좁은머리쥐군 | 아프리카검은쥐속, 아프리카숲쥐속, 다유방쥐속, 베록스쥐속, 프라오미스속, 에티오피아좁은머리쥐속 |
|                        | 아프리카검은쥐속, 아프리카숲쥐속, 다유방쥐속, 베록스쥐속, 프라오미스속, 에티오피아좁은머리쥐속 |

| 아프리카물쥐군         | 아프리카물쥐속, 에티오피아물쥐속, 넓은머리쥐속                                                 |
|                        | 아프리카물쥐속, 에티오피아물쥐속, 넓은머리쥐속                                                 |
| 에티오피아좁은머리쥐군 | 아프리카검은쥐속, 아프리카숲쥐속, 다유방쥐속, 베록스쥐속, 프라오미스속, 에티오피아좁은머리쥐속 |
|                        | 아프리카검은쥐속, 아프리카숲쥐속, 다유방쥐속, 베록스쥐속, 프라오미스속, 에티오피아좁은머리쥐속 |

|          | 큰귀습지쥐족           |
|          |                        |
| 붉은쥐족 | 붉은쥐속, 류큐가시쥐속 |
|          | 붉은쥐속, 류큐가시쥐속 |

|                        | 쥐족(에티오피아등줄쥐속, 생쥐속) |
|                        | |
| 프라오미스족           | \| 아프리카물쥐군 \| 아프리카물쥐속, 에티오피아물쥐속, 넓은머리쥐속 \| \| \| 아프리카물쥐속, 에티오피아물쥐속, 넓은머리쥐속 \| \| 에티오피아좁은머리쥐군 \| 아프리카검은쥐속, 아프리카숲쥐속, 다유방쥐속, 베록스쥐속, 프라오미스속, 에티오피아좁은머리쥐속 \| \| \| 아프리카검은쥐속, 아프리카숲쥐속, 다유방쥐속, 베록스쥐속, 프라오미스속, 에티오피아좁은머리쥐속 \| |
|                        | \| 아프리카물쥐군 \| 아프리카물쥐속, 에티오피아물쥐속, 넓은머리쥐속 \| \| \| 아프리카물쥐속, 에티오피아물쥐속, 넓은머리쥐속 \| \| 에티오피아좁은머리쥐군 \| 아프리카검은쥐속, 아프리카숲쥐속, 다유방쥐속, 베록스쥐속, 프라오미스속, 에티오피아좁은머리쥐속 \| \| \| 아프리카검은쥐속, 아프리카숲쥐속, 다유방쥐속, 베록스쥐속, 프라오미스속, 에티오피아좁은머리쥐속 \| |
| 아프리카물쥐군         | 아프리카물쥐속, 에티오피아물쥐속, 넓은머리쥐속 |
|                        | 아프리카물쥐속, 에티오피아물쥐속, 넓은머리쥐속 |
| 에티오피아좁은머리쥐군 | 아프리카검은쥐속, 아프리카숲쥐속, 다유방쥐속, 베록스쥐속, 프라오미스속, 에티오피아좁은머리쥐속 |
|                        | 아프리카검은쥐속, 아프리카숲쥐속, 다유방쥐속, 베록스쥐속, 프라오미스속, 에티오피아좁은머리쥐속 |

| 아프리카물쥐군         | 아프리카물쥐속, 에티오피아물쥐속, 넓은머리쥐속                                                 |
|                        | 아프리카물쥐속, 에티오피아물쥐속, 넓은머리쥐속                                                 |
| 에티오피아좁은머리쥐군 | 아프리카검은쥐속, 아프리카숲쥐속, 다유방쥐속, 베록스쥐속, 프라오미스속, 에티오피아좁은머리쥐속 |
|                        | 아프리카검은쥐속, 아프리카숲쥐속, 다유방쥐속, 베록스쥐속, 프라오미스속, 에티오피아좁은머리쥐속 |

|          | 큰귀습지쥐족           |
|          |                        |
| 붉은쥐족 | 붉은쥐속, 류큐가시쥐속 |
|          | 붉은쥐속, 류큐가시쥐속 |

| 밀라르디아족 | 인도바위쥐속, 크럼프쥐속, 블랜포드쥐속, 밀라르디아속                                                                    |
|              | 인도바위쥐속, 크럼프쥐속, 블랜포드쥐속, 밀라르디아속                                                                    |
|              | \| \| 아프리카플라이쥐족(아프리카카루쥐속, 아프리카플라이쥐속, 휘파람쥐속) \| \| \| \| \| \| 아르비칸티스족 \| \| \| \| |
|              | |
|              | 아프리카플라이쥐족(아프리카카루쥐속, 아프리카플라이쥐속, 휘파람쥐속)                                                    |
|              | |
|              | 아르비칸티스족 |
|              | |

|  | 아프리카플라이쥐족(아프리카카루쥐속, 아프리카플라이쥐속, 휘파람쥐속) |
|  |                                                                      |
|  | 아르비칸티스족                                                       |
|  |                                                                      |

|                        | 쥐족(에티오피아등줄쥐속, 생쥐속) |
|                        | |
| 프라오미스족           | \| 아프리카물쥐군 \| 아프리카물쥐속, 에티오피아물쥐속, 넓은머리쥐속 \| \| \| 아프리카물쥐속, 에티오피아물쥐속, 넓은머리쥐속 \| \| 에티오피아좁은머리쥐군 \| 아프리카검은쥐속, 아프리카숲쥐속, 다유방쥐속, 베록스쥐속, 프라오미스속, 에티오피아좁은머리쥐속 \| \| \| 아프리카검은쥐속, 아프리카숲쥐속, 다유방쥐속, 베록스쥐속, 프라오미스속, 에티오피아좁은머리쥐속 \| |
|                        | \| 아프리카물쥐군 \| 아프리카물쥐속, 에티오피아물쥐속, 넓은머리쥐속 \| \| \| 아프리카물쥐속, 에티오피아물쥐속, 넓은머리쥐속 \| \| 에티오피아좁은머리쥐군 \| 아프리카검은쥐속, 아프리카숲쥐속, 다유방쥐속, 베록스쥐속, 프라오미스속, 에티오피아좁은머리쥐속 \| \| \| 아프리카검은쥐속, 아프리카숲쥐속, 다유방쥐속, 베록스쥐속, 프라오미스속, 에티오피아좁은머리쥐속 \| |
| 아프리카물쥐군         | 아프리카물쥐속, 에티오피아물쥐속, 넓은머리쥐속 |
|                        | 아프리카물쥐속, 에티오피아물쥐속, 넓은머리쥐속 |
| 에티오피아좁은머리쥐군 | 아프리카검은쥐속, 아프리카숲쥐속, 다유방쥐속, 베록스쥐속, 프라오미스속, 에티오피아좁은머리쥐속 |
|                        | 아프리카검은쥐속, 아프리카숲쥐속, 다유방쥐속, 베록스쥐속, 프라오미스속, 에티오피아좁은머리쥐속 |

| 아프리카물쥐군         | 아프리카물쥐속, 에티오피아물쥐속, 넓은머리쥐속                                                 |
|                        | 아프리카물쥐속, 에티오피아물쥐속, 넓은머리쥐속                                                 |
| 에티오피아좁은머리쥐군 | 아프리카검은쥐속, 아프리카숲쥐속, 다유방쥐속, 베록스쥐속, 프라오미스속, 에티오피아좁은머리쥐속 |
|                        | 아프리카검은쥐속, 아프리카숲쥐속, 다유방쥐속, 베록스쥐속, 프라오미스속, 에티오피아좁은머리쥐속 |

|          | 큰귀습지쥐족           |
|          |                        |
| 붉은쥐족 | 붉은쥐속, 류큐가시쥐속 |
|          | 붉은쥐속, 류큐가시쥐속 |

|                        | 쥐족(에티오피아등줄쥐속, 생쥐속) |
|                        | |
| 프라오미스족           | \| 아프리카물쥐군 \| 아프리카물쥐속, 에티오피아물쥐속, 넓은머리쥐속 \| \| \| 아프리카물쥐속, 에티오피아물쥐속, 넓은머리쥐속 \| \| 에티오피아좁은머리쥐군 \| 아프리카검은쥐속, 아프리카숲쥐속, 다유방쥐속, 베록스쥐속, 프라오미스속, 에티오피아좁은머리쥐속 \| \| \| 아프리카검은쥐속, 아프리카숲쥐속, 다유방쥐속, 베록스쥐속, 프라오미스속, 에티오피아좁은머리쥐속 \| |
|                        | \| 아프리카물쥐군 \| 아프리카물쥐속, 에티오피아물쥐속, 넓은머리쥐속 \| \| \| 아프리카물쥐속, 에티오피아물쥐속, 넓은머리쥐속 \| \| 에티오피아좁은머리쥐군 \| 아프리카검은쥐속, 아프리카숲쥐속, 다유방쥐속, 베록스쥐속, 프라오미스속, 에티오피아좁은머리쥐속 \| \| \| 아프리카검은쥐속, 아프리카숲쥐속, 다유방쥐속, 베록스쥐속, 프라오미스속, 에티오피아좁은머리쥐속 \| |
| 아프리카물쥐군         | 아프리카물쥐속, 에티오피아물쥐속, 넓은머리쥐속 |
|                        | 아프리카물쥐속, 에티오피아물쥐속, 넓은머리쥐속 |
| 에티오피아좁은머리쥐군 | 아프리카검은쥐속, 아프리카숲쥐속, 다유방쥐속, 베록스쥐속, 프라오미스속, 에티오피아좁은머리쥐속 |
|                        | 아프리카검은쥐속, 아프리카숲쥐속, 다유방쥐속, 베록스쥐속, 프라오미스속, 에티오피아좁은머리쥐속 |

| 아프리카물쥐군         | 아프리카물쥐속, 에티오피아물쥐속, 넓은머리쥐속                                                 |
|                        | 아프리카물쥐속, 에티오피아물쥐속, 넓은머리쥐속                                                 |
| 에티오피아좁은머리쥐군 | 아프리카검은쥐속, 아프리카숲쥐속, 다유방쥐속, 베록스쥐속, 프라오미스속, 에티오피아좁은머리쥐속 |
|                        | 아프리카검은쥐속, 아프리카숲쥐속, 다유방쥐속, 베록스쥐속, 프라오미스속, 에티오피아좁은머리쥐속 |

|          | 큰귀습지쥐족           |
|          |                        |
| 붉은쥐족 | 붉은쥐속, 류큐가시쥐속 |
|          | 붉은쥐속, 류큐가시쥐속 |

| 밀라르디아족 | 인도바위쥐속, 크럼프쥐속, 블랜포드쥐속, 밀라르디아속                                                                    |
|              | 인도바위쥐속, 크럼프쥐속, 블랜포드쥐속, 밀라르디아속                                                                    |
|              | \| \| 아프리카플라이쥐족(아프리카카루쥐속, 아프리카플라이쥐속, 휘파람쥐속) \| \| \| \| \| \| 아르비칸티스족 \| \| \| \| |
|              | |
|              | 아프리카플라이쥐족(아프리카카루쥐속, 아프리카플라이쥐속, 휘파람쥐속)                                                    |
|              | |
|              | 아르비칸티스족 |
|              | |

|  | 아프리카플라이쥐족(아프리카카루쥐속, 아프리카플라이쥐속, 휘파람쥐속) |
|  |                                                                      |
|  | 아르비칸티스족                                                       |
|  |                                                                      |

| 술라웨시가시쥐군 | 술라웨시가시쥐속, 가는뿌리쥐속, 술라웨시돼지코쥐속, 작은술라웨시땃쥐쥐속, 돼지코땃쥐쥐속, 서머술라웨시쥐속, 큰술라웨시땃쥐쥐속, 마마사물쥐속 |
|                  | 술라웨시가시쥐속, 가는뿌리쥐속, 술라웨시돼지코쥐속, 작은술라웨시땃쥐쥐속, 돼지코땃쥐쥐속, 서머술라웨시쥐속, 큰술라웨시땃쥐쥐속, 마마사물쥐속 |
|                  | \| 밀러드쥐군 \| 민도로나무타기쥐속, 페아나무쥐속, 밀러드쥐속, 긴꼬리자이언트쥐속, 흰배쥐속, 폴린석회암쥐속, 오히야쥐속, 다오반티엔석회암쥐속 \| \| \| 민도로나무타기쥐속, 페아나무쥐속, 밀러드쥐속, 긴꼬리자이언트쥐속, 흰배쥐속, 폴린석회암쥐속, 오히야쥐속, 다오반티엔석회암쥐속 \| \| 시궁쥐군 \| 루손넓은이빨쥐속, 반디쿠트쥐속, 흰이빨쥐속, 필리핀쥐속, 언덕쥐속, 류큐긴꼬리자이언트쥐속, 할마헤라쥐속, 소디나무쥐속, 코모도쥐속, 민다나오산악쥐속, 짧은꼬리반디쿠트쥐속, 스람쥐속, 팔라완부드러운털산악쥐속, 플로레스자이언트쥐속, 술라웨시자이언트쥐속, 플로레스긴코쥐속, 시궁쥐속, 자이언트순다쥐속, 셀레베스쥐속, 긴발쥐속, 루손짧은코쥐속 \| \| \| 루손넓은이빨쥐속, 반디쿠트쥐속, 흰이빨쥐속, 필리핀쥐속, 언덕쥐속, 류큐긴꼬리자이언트쥐속, 할마헤라쥐속, 소디나무쥐속, 코모도쥐속, 민다나오산악쥐속, 짧은꼬리반디쿠트쥐속, 스람쥐속, 팔라완부드러운털산악쥐속, 플로레스자이언트쥐속, 술라웨시자이언트쥐속, 플로레스긴코쥐속, 시궁쥐속, 자이언트순다쥐속, 셀레베스쥐속, 긴발쥐속, 루손짧은코쥐속 \| |
|                  | |
| 밀러드쥐군       | 민도로나무타기쥐속, 페아나무쥐속, 밀러드쥐속, 긴꼬리자이언트쥐속, 흰배쥐속, 폴린석회암쥐속, 오히야쥐속, 다오반티엔석회암쥐속 |
|                  | 민도로나무타기쥐속, 페아나무쥐속, 밀러드쥐속, 긴꼬리자이언트쥐속, 흰배쥐속, 폴린석회암쥐속, 오히야쥐속, 다오반티엔석회암쥐속 |
| 시궁쥐군         | 루손넓은이빨쥐속, 반디쿠트쥐속, 흰이빨쥐속, 필리핀쥐속, 언덕쥐속, 류큐긴꼬리자이언트쥐속, 할마헤라쥐속, 소디나무쥐속, 코모도쥐속, 민다나오산악쥐속, 짧은꼬리반디쿠트쥐속, 스람쥐속, 팔라완부드러운털산악쥐속, 플로레스자이언트쥐속, 술라웨시자이언트쥐속, 플로레스긴코쥐속, 시궁쥐속, 자이언트순다쥐속, 셀레베스쥐속, 긴발쥐속, 루손짧은코쥐속 |
|                  | 루손넓은이빨쥐속, 반디쿠트쥐속, 흰이빨쥐속, 필리핀쥐속, 언덕쥐속, 류큐긴꼬리자이언트쥐속, 할마헤라쥐속, 소디나무쥐속, 코모도쥐속, 민다나오산악쥐속, 짧은꼬리반디쿠트쥐속, 스람쥐속, 팔라완부드러운털산악쥐속, 플로레스자이언트쥐속, 술라웨시자이언트쥐속, 플로레스긴코쥐속, 시궁쥐속, 자이언트순다쥐속, 셀레베스쥐속, 긴발쥐속, 루손짧은코쥐속 |

| 밀러드쥐군 | 민도로나무타기쥐속, 페아나무쥐속, 밀러드쥐속, 긴꼬리자이언트쥐속, 흰배쥐속, 폴린석회암쥐속, 오히야쥐속, 다오반티엔석회암쥐속 |
|            | 민도로나무타기쥐속, 페아나무쥐속, 밀러드쥐속, 긴꼬리자이언트쥐속, 흰배쥐속, 폴린석회암쥐속, 오히야쥐속, 다오반티엔석회암쥐속 |
| 시궁쥐군   | 루손넓은이빨쥐속, 반디쿠트쥐속, 흰이빨쥐속, 필리핀쥐속, 언덕쥐속, 류큐긴꼬리자이언트쥐속, 할마헤라쥐속, 소디나무쥐속, 코모도쥐속, 민다나오산악쥐속, 짧은꼬리반디쿠트쥐속, 스람쥐속, 팔라완부드러운털산악쥐속, 플로레스자이언트쥐속, 술라웨시자이언트쥐속, 플로레스긴코쥐속, 시궁쥐속, 자이언트순다쥐속, 셀레베스쥐속, 긴발쥐속, 루손짧은코쥐속 |
|            | 루손넓은이빨쥐속, 반디쿠트쥐속, 흰이빨쥐속, 필리핀쥐속, 언덕쥐속, 류큐긴꼬리자이언트쥐속, 할마헤라쥐속, 소디나무쥐속, 코모도쥐속, 민다나오산악쥐속, 짧은꼬리반디쿠트쥐속, 스람쥐속, 팔라완부드러운털산악쥐속, 플로레스자이언트쥐속, 술라웨시자이언트쥐속, 플로레스긴코쥐속, 시궁쥐속, 자이언트순다쥐속, 셀레베스쥐속, 긴발쥐속, 루손짧은코쥐속 |

| 술라웨시가시쥐군 | 술라웨시가시쥐속, 가는뿌리쥐속, 술라웨시돼지코쥐속, 작은술라웨시땃쥐쥐속, 돼지코땃쥐쥐속, 서머술라웨시쥐속, 큰술라웨시땃쥐쥐속, 마마사물쥐속 |
|                  | 술라웨시가시쥐속, 가는뿌리쥐속, 술라웨시돼지코쥐속, 작은술라웨시땃쥐쥐속, 돼지코땃쥐쥐속, 서머술라웨시쥐속, 큰술라웨시땃쥐쥐속, 마마사물쥐속 |
|                  | \| 밀러드쥐군 \| 민도로나무타기쥐속, 페아나무쥐속, 밀러드쥐속, 긴꼬리자이언트쥐속, 흰배쥐속, 폴린석회암쥐속, 오히야쥐속, 다오반티엔석회암쥐속 \| \| \| 민도로나무타기쥐속, 페아나무쥐속, 밀러드쥐속, 긴꼬리자이언트쥐속, 흰배쥐속, 폴린석회암쥐속, 오히야쥐속, 다오반티엔석회암쥐속 \| \| 시궁쥐군 \| 루손넓은이빨쥐속, 반디쿠트쥐속, 흰이빨쥐속, 필리핀쥐속, 언덕쥐속, 류큐긴꼬리자이언트쥐속, 할마헤라쥐속, 소디나무쥐속, 코모도쥐속, 민다나오산악쥐속, 짧은꼬리반디쿠트쥐속, 스람쥐속, 팔라완부드러운털산악쥐속, 플로레스자이언트쥐속, 술라웨시자이언트쥐속, 플로레스긴코쥐속, 시궁쥐속, 자이언트순다쥐속, 셀레베스쥐속, 긴발쥐속, 루손짧은코쥐속 \| \| \| 루손넓은이빨쥐속, 반디쿠트쥐속, 흰이빨쥐속, 필리핀쥐속, 언덕쥐속, 류큐긴꼬리자이언트쥐속, 할마헤라쥐속, 소디나무쥐속, 코모도쥐속, 민다나오산악쥐속, 짧은꼬리반디쿠트쥐속, 스람쥐속, 팔라완부드러운털산악쥐속, 플로레스자이언트쥐속, 술라웨시자이언트쥐속, 플로레스긴코쥐속, 시궁쥐속, 자이언트순다쥐속, 셀레베스쥐속, 긴발쥐속, 루손짧은코쥐속 \| |
|                  | |
| 밀러드쥐군       | 민도로나무타기쥐속, 페아나무쥐속, 밀러드쥐속, 긴꼬리자이언트쥐속, 흰배쥐속, 폴린석회암쥐속, 오히야쥐속, 다오반티엔석회암쥐속 |
|                  | 민도로나무타기쥐속, 페아나무쥐속, 밀러드쥐속, 긴꼬리자이언트쥐속, 흰배쥐속, 폴린석회암쥐속, 오히야쥐속, 다오반티엔석회암쥐속 |
| 시궁쥐군         | 루손넓은이빨쥐속, 반디쿠트쥐속, 흰이빨쥐속, 필리핀쥐속, 언덕쥐속, 류큐긴꼬리자이언트쥐속, 할마헤라쥐속, 소디나무쥐속, 코모도쥐속, 민다나오산악쥐속, 짧은꼬리반디쿠트쥐속, 스람쥐속, 팔라완부드러운털산악쥐속, 플로레스자이언트쥐속, 술라웨시자이언트쥐속, 플로레스긴코쥐속, 시궁쥐속, 자이언트순다쥐속, 셀레베스쥐속, 긴발쥐속, 루손짧은코쥐속 |
|                  | 루손넓은이빨쥐속, 반디쿠트쥐속, 흰이빨쥐속, 필리핀쥐속, 언덕쥐속, 류큐긴꼬리자이언트쥐속, 할마헤라쥐속, 소디나무쥐속, 코모도쥐속, 민다나오산악쥐속, 짧은꼬리반디쿠트쥐속, 스람쥐속, 팔라완부드러운털산악쥐속, 플로레스자이언트쥐속, 술라웨시자이언트쥐속, 플로레스긴코쥐속, 시궁쥐속, 자이언트순다쥐속, 셀레베스쥐속, 긴발쥐속, 루손짧은코쥐속 |

| 밀러드쥐군 | 민도로나무타기쥐속, 페아나무쥐속, 밀러드쥐속, 긴꼬리자이언트쥐속, 흰배쥐속, 폴린석회암쥐속, 오히야쥐속, 다오반티엔석회암쥐속 |
|            | 민도로나무타기쥐속, 페아나무쥐속, 밀러드쥐속, 긴꼬리자이언트쥐속, 흰배쥐속, 폴린석회암쥐속, 오히야쥐속, 다오반티엔석회암쥐속 |
| 시궁쥐군   | 루손넓은이빨쥐속, 반디쿠트쥐속, 흰이빨쥐속, 필리핀쥐속, 언덕쥐속, 류큐긴꼬리자이언트쥐속, 할마헤라쥐속, 소디나무쥐속, 코모도쥐속, 민다나오산악쥐속, 짧은꼬리반디쿠트쥐속, 스람쥐속, 팔라완부드러운털산악쥐속, 플로레스자이언트쥐속, 술라웨시자이언트쥐속, 플로레스긴코쥐속, 시궁쥐속, 자이언트순다쥐속, 셀레베스쥐속, 긴발쥐속, 루손짧은코쥐속 |
|            | 루손넓은이빨쥐속, 반디쿠트쥐속, 흰이빨쥐속, 필리핀쥐속, 언덕쥐속, 류큐긴꼬리자이언트쥐속, 할마헤라쥐속, 소디나무쥐속, 코모도쥐속, 민다나오산악쥐속, 짧은꼬리반디쿠트쥐속, 스람쥐속, 팔라완부드러운털산악쥐속, 플로레스자이언트쥐속, 술라웨시자이언트쥐속, 플로레스긴코쥐속, 시궁쥐속, 자이언트순다쥐속, 셀레베스쥐속, 긴발쥐속, 루손짧은코쥐속 |

| 술라웨시가시쥐군 | 술라웨시가시쥐속, 가는뿌리쥐속, 술라웨시돼지코쥐속, 작은술라웨시땃쥐쥐속, 돼지코땃쥐쥐속, 서머술라웨시쥐속, 큰술라웨시땃쥐쥐속, 마마사물쥐속 |
|                  | 술라웨시가시쥐속, 가는뿌리쥐속, 술라웨시돼지코쥐속, 작은술라웨시땃쥐쥐속, 돼지코땃쥐쥐속, 서머술라웨시쥐속, 큰술라웨시땃쥐쥐속, 마마사물쥐속 |
|                  | \| 밀러드쥐군 \| 민도로나무타기쥐속, 페아나무쥐속, 밀러드쥐속, 긴꼬리자이언트쥐속, 흰배쥐속, 폴린석회암쥐속, 오히야쥐속, 다오반티엔석회암쥐속 \| \| \| 민도로나무타기쥐속, 페아나무쥐속, 밀러드쥐속, 긴꼬리자이언트쥐속, 흰배쥐속, 폴린석회암쥐속, 오히야쥐속, 다오반티엔석회암쥐속 \| \| 시궁쥐군 \| 루손넓은이빨쥐속, 반디쿠트쥐속, 흰이빨쥐속, 필리핀쥐속, 언덕쥐속, 류큐긴꼬리자이언트쥐속, 할마헤라쥐속, 소디나무쥐속, 코모도쥐속, 민다나오산악쥐속, 짧은꼬리반디쿠트쥐속, 스람쥐속, 팔라완부드러운털산악쥐속, 플로레스자이언트쥐속, 술라웨시자이언트쥐속, 플로레스긴코쥐속, 시궁쥐속, 자이언트순다쥐속, 셀레베스쥐속, 긴발쥐속, 루손짧은코쥐속 \| \| \| 루손넓은이빨쥐속, 반디쿠트쥐속, 흰이빨쥐속, 필리핀쥐속, 언덕쥐속, 류큐긴꼬리자이언트쥐속, 할마헤라쥐속, 소디나무쥐속, 코모도쥐속, 민다나오산악쥐속, 짧은꼬리반디쿠트쥐속, 스람쥐속, 팔라완부드러운털산악쥐속, 플로레스자이언트쥐속, 술라웨시자이언트쥐속, 플로레스긴코쥐속, 시궁쥐속, 자이언트순다쥐속, 셀레베스쥐속, 긴발쥐속, 루손짧은코쥐속 \| |
|                  | |
| 밀러드쥐군       | 민도로나무타기쥐속, 페아나무쥐속, 밀러드쥐속, 긴꼬리자이언트쥐속, 흰배쥐속, 폴린석회암쥐속, 오히야쥐속, 다오반티엔석회암쥐속 |
|                  | 민도로나무타기쥐속, 페아나무쥐속, 밀러드쥐속, 긴꼬리자이언트쥐속, 흰배쥐속, 폴린석회암쥐속, 오히야쥐속, 다오반티엔석회암쥐속 |
| 시궁쥐군         | 루손넓은이빨쥐속, 반디쿠트쥐속, 흰이빨쥐속, 필리핀쥐속, 언덕쥐속, 류큐긴꼬리자이언트쥐속, 할마헤라쥐속, 소디나무쥐속, 코모도쥐속, 민다나오산악쥐속, 짧은꼬리반디쿠트쥐속, 스람쥐속, 팔라완부드러운털산악쥐속, 플로레스자이언트쥐속, 술라웨시자이언트쥐속, 플로레스긴코쥐속, 시궁쥐속, 자이언트순다쥐속, 셀레베스쥐속, 긴발쥐속, 루손짧은코쥐속 |
|                  | 루손넓은이빨쥐속, 반디쿠트쥐속, 흰이빨쥐속, 필리핀쥐속, 언덕쥐속, 류큐긴꼬리자이언트쥐속, 할마헤라쥐속, 소디나무쥐속, 코모도쥐속, 민다나오산악쥐속, 짧은꼬리반디쿠트쥐속, 스람쥐속, 팔라완부드러운털산악쥐속, 플로레스자이언트쥐속, 술라웨시자이언트쥐속, 플로레스긴코쥐속, 시궁쥐속, 자이언트순다쥐속, 셀레베스쥐속, 긴발쥐속, 루손짧은코쥐속 |

| 밀러드쥐군 | 민도로나무타기쥐속, 페아나무쥐속, 밀러드쥐속, 긴꼬리자이언트쥐속, 흰배쥐속, 폴린석회암쥐속, 오히야쥐속, 다오반티엔석회암쥐속 |
|            | 민도로나무타기쥐속, 페아나무쥐속, 밀러드쥐속, 긴꼬리자이언트쥐속, 흰배쥐속, 폴린석회암쥐속, 오히야쥐속, 다오반티엔석회암쥐속 |
| 시궁쥐군   | 루손넓은이빨쥐속, 반디쿠트쥐속, 흰이빨쥐속, 필리핀쥐속, 언덕쥐속, 류큐긴꼬리자이언트쥐속, 할마헤라쥐속, 소디나무쥐속, 코모도쥐속, 민다나오산악쥐속, 짧은꼬리반디쿠트쥐속, 스람쥐속, 팔라완부드러운털산악쥐속, 플로레스자이언트쥐속, 술라웨시자이언트쥐속, 플로레스긴코쥐속, 시궁쥐속, 자이언트순다쥐속, 셀레베스쥐속, 긴발쥐속, 루손짧은코쥐속 |
|            | 루손넓은이빨쥐속, 반디쿠트쥐속, 흰이빨쥐속, 필리핀쥐속, 언덕쥐속, 류큐긴꼬리자이언트쥐속, 할마헤라쥐속, 소디나무쥐속, 코모도쥐속, 민다나오산악쥐속, 짧은꼬리반디쿠트쥐속, 스람쥐속, 팔라완부드러운털산악쥐속, 플로레스자이언트쥐속, 술라웨시자이언트쥐속, 플로레스긴코쥐속, 시궁쥐속, 자이언트순다쥐속, 셀레베스쥐속, 긴발쥐속, 루손짧은코쥐속 |

| 술라웨시가시쥐군 | 술라웨시가시쥐속, 가는뿌리쥐속, 술라웨시돼지코쥐속, 작은술라웨시땃쥐쥐속, 돼지코땃쥐쥐속, 서머술라웨시쥐속, 큰술라웨시땃쥐쥐속, 마마사물쥐속 |
|                  | 술라웨시가시쥐속, 가는뿌리쥐속, 술라웨시돼지코쥐속, 작은술라웨시땃쥐쥐속, 돼지코땃쥐쥐속, 서머술라웨시쥐속, 큰술라웨시땃쥐쥐속, 마마사물쥐속 |
|                  | \| 밀러드쥐군 \| 민도로나무타기쥐속, 페아나무쥐속, 밀러드쥐속, 긴꼬리자이언트쥐속, 흰배쥐속, 폴린석회암쥐속, 오히야쥐속, 다오반티엔석회암쥐속 \| \| \| 민도로나무타기쥐속, 페아나무쥐속, 밀러드쥐속, 긴꼬리자이언트쥐속, 흰배쥐속, 폴린석회암쥐속, 오히야쥐속, 다오반티엔석회암쥐속 \| \| 시궁쥐군 \| 루손넓은이빨쥐속, 반디쿠트쥐속, 흰이빨쥐속, 필리핀쥐속, 언덕쥐속, 류큐긴꼬리자이언트쥐속, 할마헤라쥐속, 소디나무쥐속, 코모도쥐속, 민다나오산악쥐속, 짧은꼬리반디쿠트쥐속, 스람쥐속, 팔라완부드러운털산악쥐속, 플로레스자이언트쥐속, 술라웨시자이언트쥐속, 플로레스긴코쥐속, 시궁쥐속, 자이언트순다쥐속, 셀레베스쥐속, 긴발쥐속, 루손짧은코쥐속 \| \| \| 루손넓은이빨쥐속, 반디쿠트쥐속, 흰이빨쥐속, 필리핀쥐속, 언덕쥐속, 류큐긴꼬리자이언트쥐속, 할마헤라쥐속, 소디나무쥐속, 코모도쥐속, 민다나오산악쥐속, 짧은꼬리반디쿠트쥐속, 스람쥐속, 팔라완부드러운털산악쥐속, 플로레스자이언트쥐속, 술라웨시자이언트쥐속, 플로레스긴코쥐속, 시궁쥐속, 자이언트순다쥐속, 셀레베스쥐속, 긴발쥐속, 루손짧은코쥐속 \| |
|                  | |
| 밀러드쥐군       | 민도로나무타기쥐속, 페아나무쥐속, 밀러드쥐속, 긴꼬리자이언트쥐속, 흰배쥐속, 폴린석회암쥐속, 오히야쥐속, 다오반티엔석회암쥐속 |
|                  | 민도로나무타기쥐속, 페아나무쥐속, 밀러드쥐속, 긴꼬리자이언트쥐속, 흰배쥐속, 폴린석회암쥐속, 오히야쥐속, 다오반티엔석회암쥐속 |
| 시궁쥐군         | 루손넓은이빨쥐속, 반디쿠트쥐속, 흰이빨쥐속, 필리핀쥐속, 언덕쥐속, 류큐긴꼬리자이언트쥐속, 할마헤라쥐속, 소디나무쥐속, 코모도쥐속, 민다나오산악쥐속, 짧은꼬리반디쿠트쥐속, 스람쥐속, 팔라완부드러운털산악쥐속, 플로레스자이언트쥐속, 술라웨시자이언트쥐속, 플로레스긴코쥐속, 시궁쥐속, 자이언트순다쥐속, 셀레베스쥐속, 긴발쥐속, 루손짧은코쥐속 |
|                  | 루손넓은이빨쥐속, 반디쿠트쥐속, 흰이빨쥐속, 필리핀쥐속, 언덕쥐속, 류큐긴꼬리자이언트쥐속, 할마헤라쥐속, 소디나무쥐속, 코모도쥐속, 민다나오산악쥐속, 짧은꼬리반디쿠트쥐속, 스람쥐속, 팔라완부드러운털산악쥐속, 플로레스자이언트쥐속, 술라웨시자이언트쥐속, 플로레스긴코쥐속, 시궁쥐속, 자이언트순다쥐속, 셀레베스쥐속, 긴발쥐속, 루손짧은코쥐속 |

| 밀러드쥐군 | 민도로나무타기쥐속, 페아나무쥐속, 밀러드쥐속, 긴꼬리자이언트쥐속, 흰배쥐속, 폴린석회암쥐속, 오히야쥐속, 다오반티엔석회암쥐속 |
|            | 민도로나무타기쥐속, 페아나무쥐속, 밀러드쥐속, 긴꼬리자이언트쥐속, 흰배쥐속, 폴린석회암쥐속, 오히야쥐속, 다오반티엔석회암쥐속 |
| 시궁쥐군   | 루손넓은이빨쥐속, 반디쿠트쥐속, 흰이빨쥐속, 필리핀쥐속, 언덕쥐속, 류큐긴꼬리자이언트쥐속, 할마헤라쥐속, 소디나무쥐속, 코모도쥐속, 민다나오산악쥐속, 짧은꼬리반디쿠트쥐속, 스람쥐속, 팔라완부드러운털산악쥐속, 플로레스자이언트쥐속, 술라웨시자이언트쥐속, 플로레스긴코쥐속, 시궁쥐속, 자이언트순다쥐속, 셀레베스쥐속, 긴발쥐속, 루손짧은코쥐속 |
|            | 루손넓은이빨쥐속, 반디쿠트쥐속, 흰이빨쥐속, 필리핀쥐속, 언덕쥐속, 류큐긴꼬리자이언트쥐속, 할마헤라쥐속, 소디나무쥐속, 코모도쥐속, 민다나오산악쥐속, 짧은꼬리반디쿠트쥐속, 스람쥐속, 팔라완부드러운털산악쥐속, 플로레스자이언트쥐속, 술라웨시자이언트쥐속, 플로레스긴코쥐속, 시궁쥐속, 자이언트순다쥐속, 셀레베스쥐속, 긴발쥐속, 루손짧은코쥐속 |

|                        | 쥐족(에티오피아등줄쥐속, 생쥐속) |
|                        | |
| 프라오미스족           | \| 아프리카물쥐군 \| 아프리카물쥐속, 에티오피아물쥐속, 넓은머리쥐속 \| \| \| 아프리카물쥐속, 에티오피아물쥐속, 넓은머리쥐속 \| \| 에티오피아좁은머리쥐군 \| 아프리카검은쥐속, 아프리카숲쥐속, 다유방쥐속, 베록스쥐속, 프라오미스속, 에티오피아좁은머리쥐속 \| \| \| 아프리카검은쥐속, 아프리카숲쥐속, 다유방쥐속, 베록스쥐속, 프라오미스속, 에티오피아좁은머리쥐속 \| |
|                        | \| 아프리카물쥐군 \| 아프리카물쥐속, 에티오피아물쥐속, 넓은머리쥐속 \| \| \| 아프리카물쥐속, 에티오피아물쥐속, 넓은머리쥐속 \| \| 에티오피아좁은머리쥐군 \| 아프리카검은쥐속, 아프리카숲쥐속, 다유방쥐속, 베록스쥐속, 프라오미스속, 에티오피아좁은머리쥐속 \| \| \| 아프리카검은쥐속, 아프리카숲쥐속, 다유방쥐속, 베록스쥐속, 프라오미스속, 에티오피아좁은머리쥐속 \| |
| 아프리카물쥐군         | 아프리카물쥐속, 에티오피아물쥐속, 넓은머리쥐속 |
|                        | 아프리카물쥐속, 에티오피아물쥐속, 넓은머리쥐속 |
| 에티오피아좁은머리쥐군 | 아프리카검은쥐속, 아프리카숲쥐속, 다유방쥐속, 베록스쥐속, 프라오미스속, 에티오피아좁은머리쥐속 |
|                        | 아프리카검은쥐속, 아프리카숲쥐속, 다유방쥐속, 베록스쥐속, 프라오미스속, 에티오피아좁은머리쥐속 |

| 아프리카물쥐군         | 아프리카물쥐속, 에티오피아물쥐속, 넓은머리쥐속                                                 |
|                        | 아프리카물쥐속, 에티오피아물쥐속, 넓은머리쥐속                                                 |
| 에티오피아좁은머리쥐군 | 아프리카검은쥐속, 아프리카숲쥐속, 다유방쥐속, 베록스쥐속, 프라오미스속, 에티오피아좁은머리쥐속 |
|                        | 아프리카검은쥐속, 아프리카숲쥐속, 다유방쥐속, 베록스쥐속, 프라오미스속, 에티오피아좁은머리쥐속 |

|          | 큰귀습지쥐족           |
|          |                        |
| 붉은쥐족 | 붉은쥐속, 류큐가시쥐속 |
|          | 붉은쥐속, 류큐가시쥐속 |

|                        | 쥐족(에티오피아등줄쥐속, 생쥐속) |
|                        | |
| 프라오미스족           | \| 아프리카물쥐군 \| 아프리카물쥐속, 에티오피아물쥐속, 넓은머리쥐속 \| \| \| 아프리카물쥐속, 에티오피아물쥐속, 넓은머리쥐속 \| \| 에티오피아좁은머리쥐군 \| 아프리카검은쥐속, 아프리카숲쥐속, 다유방쥐속, 베록스쥐속, 프라오미스속, 에티오피아좁은머리쥐속 \| \| \| 아프리카검은쥐속, 아프리카숲쥐속, 다유방쥐속, 베록스쥐속, 프라오미스속, 에티오피아좁은머리쥐속 \| |
|                        | \| 아프리카물쥐군 \| 아프리카물쥐속, 에티오피아물쥐속, 넓은머리쥐속 \| \| \| 아프리카물쥐속, 에티오피아물쥐속, 넓은머리쥐속 \| \| 에티오피아좁은머리쥐군 \| 아프리카검은쥐속, 아프리카숲쥐속, 다유방쥐속, 베록스쥐속, 프라오미스속, 에티오피아좁은머리쥐속 \| \| \| 아프리카검은쥐속, 아프리카숲쥐속, 다유방쥐속, 베록스쥐속, 프라오미스속, 에티오피아좁은머리쥐속 \| |
| 아프리카물쥐군         | 아프리카물쥐속, 에티오피아물쥐속, 넓은머리쥐속 |
|                        | 아프리카물쥐속, 에티오피아물쥐속, 넓은머리쥐속 |
| 에티오피아좁은머리쥐군 | 아프리카검은쥐속, 아프리카숲쥐속, 다유방쥐속, 베록스쥐속, 프라오미스속, 에티오피아좁은머리쥐속 |
|                        | 아프리카검은쥐속, 아프리카숲쥐속, 다유방쥐속, 베록스쥐속, 프라오미스속, 에티오피아좁은머리쥐속 |

| 아프리카물쥐군         | 아프리카물쥐속, 에티오피아물쥐속, 넓은머리쥐속                                                 |
|                        | 아프리카물쥐속, 에티오피아물쥐속, 넓은머리쥐속                                                 |
| 에티오피아좁은머리쥐군 | 아프리카검은쥐속, 아프리카숲쥐속, 다유방쥐속, 베록스쥐속, 프라오미스속, 에티오피아좁은머리쥐속 |
|                        | 아프리카검은쥐속, 아프리카숲쥐속, 다유방쥐속, 베록스쥐속, 프라오미스속, 에티오피아좁은머리쥐속 |

|          | 큰귀습지쥐족           |
|          |                        |
| 붉은쥐족 | 붉은쥐속, 류큐가시쥐속 |
|          | 붉은쥐속, 류큐가시쥐속 |

| 밀라르디아족 | 인도바위쥐속, 크럼프쥐속, 블랜포드쥐속, 밀라르디아속                                                                    |
|              | 인도바위쥐속, 크럼프쥐속, 블랜포드쥐속, 밀라르디아속                                                                    |
|              | \| \| 아프리카플라이쥐족(아프리카카루쥐속, 아프리카플라이쥐속, 휘파람쥐속) \| \| \| \| \| \| 아르비칸티스족 \| \| \| \| |
|              | |
|              | 아프리카플라이쥐족(아프리카카루쥐속, 아프리카플라이쥐속, 휘파람쥐속)                                                    |
|              | |
|              | 아르비칸티스족 |
|              | |

|  | 아프리카플라이쥐족(아프리카카루쥐속, 아프리카플라이쥐속, 휘파람쥐속) |
|  |                                                                      |
|  | 아르비칸티스족                                                       |
|  |                                                                      |

|                        | 쥐족(에티오피아등줄쥐속, 생쥐속) |
|                        | |
| 프라오미스족           | \| 아프리카물쥐군 \| 아프리카물쥐속, 에티오피아물쥐속, 넓은머리쥐속 \| \| \| 아프리카물쥐속, 에티오피아물쥐속, 넓은머리쥐속 \| \| 에티오피아좁은머리쥐군 \| 아프리카검은쥐속, 아프리카숲쥐속, 다유방쥐속, 베록스쥐속, 프라오미스속, 에티오피아좁은머리쥐속 \| \| \| 아프리카검은쥐속, 아프리카숲쥐속, 다유방쥐속, 베록스쥐속, 프라오미스속, 에티오피아좁은머리쥐속 \| |
|                        | \| 아프리카물쥐군 \| 아프리카물쥐속, 에티오피아물쥐속, 넓은머리쥐속 \| \| \| 아프리카물쥐속, 에티오피아물쥐속, 넓은머리쥐속 \| \| 에티오피아좁은머리쥐군 \| 아프리카검은쥐속, 아프리카숲쥐속, 다유방쥐속, 베록스쥐속, 프라오미스속, 에티오피아좁은머리쥐속 \| \| \| 아프리카검은쥐속, 아프리카숲쥐속, 다유방쥐속, 베록스쥐속, 프라오미스속, 에티오피아좁은머리쥐속 \| |
| 아프리카물쥐군         | 아프리카물쥐속, 에티오피아물쥐속, 넓은머리쥐속 |
|                        | 아프리카물쥐속, 에티오피아물쥐속, 넓은머리쥐속 |
| 에티오피아좁은머리쥐군 | 아프리카검은쥐속, 아프리카숲쥐속, 다유방쥐속, 베록스쥐속, 프라오미스속, 에티오피아좁은머리쥐속 |
|                        | 아프리카검은쥐속, 아프리카숲쥐속, 다유방쥐속, 베록스쥐속, 프라오미스속, 에티오피아좁은머리쥐속 |

| 아프리카물쥐군         | 아프리카물쥐속, 에티오피아물쥐속, 넓은머리쥐속                                                 |
|                        | 아프리카물쥐속, 에티오피아물쥐속, 넓은머리쥐속                                                 |
| 에티오피아좁은머리쥐군 | 아프리카검은쥐속, 아프리카숲쥐속, 다유방쥐속, 베록스쥐속, 프라오미스속, 에티오피아좁은머리쥐속 |
|                        | 아프리카검은쥐속, 아프리카숲쥐속, 다유방쥐속, 베록스쥐속, 프라오미스속, 에티오피아좁은머리쥐속 |

|          | 큰귀습지쥐족           |
|          |                        |
| 붉은쥐족 | 붉은쥐속, 류큐가시쥐속 |
|          | 붉은쥐속, 류큐가시쥐속 |

|                        | 쥐족(에티오피아등줄쥐속, 생쥐속) |
|                        | |
| 프라오미스족           | \| 아프리카물쥐군 \| 아프리카물쥐속, 에티오피아물쥐속, 넓은머리쥐속 \| \| \| 아프리카물쥐속, 에티오피아물쥐속, 넓은머리쥐속 \| \| 에티오피아좁은머리쥐군 \| 아프리카검은쥐속, 아프리카숲쥐속, 다유방쥐속, 베록스쥐속, 프라오미스속, 에티오피아좁은머리쥐속 \| \| \| 아프리카검은쥐속, 아프리카숲쥐속, 다유방쥐속, 베록스쥐속, 프라오미스속, 에티오피아좁은머리쥐속 \| |
|                        | \| 아프리카물쥐군 \| 아프리카물쥐속, 에티오피아물쥐속, 넓은머리쥐속 \| \| \| 아프리카물쥐속, 에티오피아물쥐속, 넓은머리쥐속 \| \| 에티오피아좁은머리쥐군 \| 아프리카검은쥐속, 아프리카숲쥐속, 다유방쥐속, 베록스쥐속, 프라오미스속, 에티오피아좁은머리쥐속 \| \| \| 아프리카검은쥐속, 아프리카숲쥐속, 다유방쥐속, 베록스쥐속, 프라오미스속, 에티오피아좁은머리쥐속 \| |
| 아프리카물쥐군         | 아프리카물쥐속, 에티오피아물쥐속, 넓은머리쥐속 |
|                        | 아프리카물쥐속, 에티오피아물쥐속, 넓은머리쥐속 |
| 에티오피아좁은머리쥐군 | 아프리카검은쥐속, 아프리카숲쥐속, 다유방쥐속, 베록스쥐속, 프라오미스속, 에티오피아좁은머리쥐속 |
|                        | 아프리카검은쥐속, 아프리카숲쥐속, 다유방쥐속, 베록스쥐속, 프라오미스속, 에티오피아좁은머리쥐속 |

| 아프리카물쥐군         | 아프리카물쥐속, 에티오피아물쥐속, 넓은머리쥐속                                                 |
|                        | 아프리카물쥐속, 에티오피아물쥐속, 넓은머리쥐속                                                 |
| 에티오피아좁은머리쥐군 | 아프리카검은쥐속, 아프리카숲쥐속, 다유방쥐속, 베록스쥐속, 프라오미스속, 에티오피아좁은머리쥐속 |
|                        | 아프리카검은쥐속, 아프리카숲쥐속, 다유방쥐속, 베록스쥐속, 프라오미스속, 에티오피아좁은머리쥐속 |

|          | 큰귀습지쥐족           |
|          |                        |
| 붉은쥐족 | 붉은쥐속, 류큐가시쥐속 |
|          | 붉은쥐속, 류큐가시쥐속 |

| 밀라르디아족 | 인도바위쥐속, 크럼프쥐속, 블랜포드쥐속, 밀라르디아속                                                                    |
|              | 인도바위쥐속, 크럼프쥐속, 블랜포드쥐속, 밀라르디아속                                                                    |
|              | \| \| 아프리카플라이쥐족(아프리카카루쥐속, 아프리카플라이쥐속, 휘파람쥐속) \| \| \| \| \| \| 아르비칸티스족 \| \| \| \| |
|              | |
|              | 아프리카플라이쥐족(아프리카카루쥐속, 아프리카플라이쥐속, 휘파람쥐속)                                                    |
|              | |
|              | 아르비칸티스족 |
|              | |

|  | 아프리카플라이쥐족(아프리카카루쥐속, 아프리카플라이쥐속, 휘파람쥐속) |
|  |                                                                      |
|  | 아르비칸티스족                                                       |
|  |                                                                      |

|                        | 쥐족(에티오피아등줄쥐속, 생쥐속) |
|                        | |
| 프라오미스족           | \| 아프리카물쥐군 \| 아프리카물쥐속, 에티오피아물쥐속, 넓은머리쥐속 \| \| \| 아프리카물쥐속, 에티오피아물쥐속, 넓은머리쥐속 \| \| 에티오피아좁은머리쥐군 \| 아프리카검은쥐속, 아프리카숲쥐속, 다유방쥐속, 베록스쥐속, 프라오미스속, 에티오피아좁은머리쥐속 \| \| \| 아프리카검은쥐속, 아프리카숲쥐속, 다유방쥐속, 베록스쥐속, 프라오미스속, 에티오피아좁은머리쥐속 \| |
|                        | \| 아프리카물쥐군 \| 아프리카물쥐속, 에티오피아물쥐속, 넓은머리쥐속 \| \| \| 아프리카물쥐속, 에티오피아물쥐속, 넓은머리쥐속 \| \| 에티오피아좁은머리쥐군 \| 아프리카검은쥐속, 아프리카숲쥐속, 다유방쥐속, 베록스쥐속, 프라오미스속, 에티오피아좁은머리쥐속 \| \| \| 아프리카검은쥐속, 아프리카숲쥐속, 다유방쥐속, 베록스쥐속, 프라오미스속, 에티오피아좁은머리쥐속 \| |
| 아프리카물쥐군         | 아프리카물쥐속, 에티오피아물쥐속, 넓은머리쥐속 |
|                        | 아프리카물쥐속, 에티오피아물쥐속, 넓은머리쥐속 |
| 에티오피아좁은머리쥐군 | 아프리카검은쥐속, 아프리카숲쥐속, 다유방쥐속, 베록스쥐속, 프라오미스속, 에티오피아좁은머리쥐속 |
|                        | 아프리카검은쥐속, 아프리카숲쥐속, 다유방쥐속, 베록스쥐속, 프라오미스속, 에티오피아좁은머리쥐속 |

| 아프리카물쥐군         | 아프리카물쥐속, 에티오피아물쥐속, 넓은머리쥐속                                                 |
|                        | 아프리카물쥐속, 에티오피아물쥐속, 넓은머리쥐속                                                 |
| 에티오피아좁은머리쥐군 | 아프리카검은쥐속, 아프리카숲쥐속, 다유방쥐속, 베록스쥐속, 프라오미스속, 에티오피아좁은머리쥐속 |
|                        | 아프리카검은쥐속, 아프리카숲쥐속, 다유방쥐속, 베록스쥐속, 프라오미스속, 에티오피아좁은머리쥐속 |

|          | 큰귀습지쥐족           |
|          |                        |
| 붉은쥐족 | 붉은쥐속, 류큐가시쥐속 |
|          | 붉은쥐속, 류큐가시쥐속 |

|                        | 쥐족(에티오피아등줄쥐속, 생쥐속) |
|                        | |
| 프라오미스족           | \| 아프리카물쥐군 \| 아프리카물쥐속, 에티오피아물쥐속, 넓은머리쥐속 \| \| \| 아프리카물쥐속, 에티오피아물쥐속, 넓은머리쥐속 \| \| 에티오피아좁은머리쥐군 \| 아프리카검은쥐속, 아프리카숲쥐속, 다유방쥐속, 베록스쥐속, 프라오미스속, 에티오피아좁은머리쥐속 \| \| \| 아프리카검은쥐속, 아프리카숲쥐속, 다유방쥐속, 베록스쥐속, 프라오미스속, 에티오피아좁은머리쥐속 \| |
|                        | \| 아프리카물쥐군 \| 아프리카물쥐속, 에티오피아물쥐속, 넓은머리쥐속 \| \| \| 아프리카물쥐속, 에티오피아물쥐속, 넓은머리쥐속 \| \| 에티오피아좁은머리쥐군 \| 아프리카검은쥐속, 아프리카숲쥐속, 다유방쥐속, 베록스쥐속, 프라오미스속, 에티오피아좁은머리쥐속 \| \| \| 아프리카검은쥐속, 아프리카숲쥐속, 다유방쥐속, 베록스쥐속, 프라오미스속, 에티오피아좁은머리쥐속 \| |
| 아프리카물쥐군         | 아프리카물쥐속, 에티오피아물쥐속, 넓은머리쥐속 |
|                        | 아프리카물쥐속, 에티오피아물쥐속, 넓은머리쥐속 |
| 에티오피아좁은머리쥐군 | 아프리카검은쥐속, 아프리카숲쥐속, 다유방쥐속, 베록스쥐속, 프라오미스속, 에티오피아좁은머리쥐속 |
|                        | 아프리카검은쥐속, 아프리카숲쥐속, 다유방쥐속, 베록스쥐속, 프라오미스속, 에티오피아좁은머리쥐속 |

| 아프리카물쥐군         | 아프리카물쥐속, 에티오피아물쥐속, 넓은머리쥐속                                                 |
|                        | 아프리카물쥐속, 에티오피아물쥐속, 넓은머리쥐속                                                 |
| 에티오피아좁은머리쥐군 | 아프리카검은쥐속, 아프리카숲쥐속, 다유방쥐속, 베록스쥐속, 프라오미스속, 에티오피아좁은머리쥐속 |
|                        | 아프리카검은쥐속, 아프리카숲쥐속, 다유방쥐속, 베록스쥐속, 프라오미스속, 에티오피아좁은머리쥐속 |

|          | 큰귀습지쥐족           |
|          |                        |
| 붉은쥐족 | 붉은쥐속, 류큐가시쥐속 |
|          | 붉은쥐속, 류큐가시쥐속 |

| 밀라르디아족 | 인도바위쥐속, 크럼프쥐속, 블랜포드쥐속, 밀라르디아속                                                                    |
|              | 인도바위쥐속, 크럼프쥐속, 블랜포드쥐속, 밀라르디아속                                                                    |
|              | \| \| 아프리카플라이쥐족(아프리카카루쥐속, 아프리카플라이쥐속, 휘파람쥐속) \| \| \| \| \| \| 아르비칸티스족 \| \| \| \| |
|              | |
|              | 아프리카플라이쥐족(아프리카카루쥐속, 아프리카플라이쥐속, 휘파람쥐속)                                                    |
|              | |
|              | 아르비칸티스족 |
|              | |

|  | 아프리카플라이쥐족(아프리카카루쥐속, 아프리카플라이쥐속, 휘파람쥐속) |
|  |                                                                      |
|  | 아르비칸티스족                                                       |
|  |                                                                      |

|                        | 쥐족(에티오피아등줄쥐속, 생쥐속) |
|                        | |
| 프라오미스족           | \| 아프리카물쥐군 \| 아프리카물쥐속, 에티오피아물쥐속, 넓은머리쥐속 \| \| \| 아프리카물쥐속, 에티오피아물쥐속, 넓은머리쥐속 \| \| 에티오피아좁은머리쥐군 \| 아프리카검은쥐속, 아프리카숲쥐속, 다유방쥐속, 베록스쥐속, 프라오미스속, 에티오피아좁은머리쥐속 \| \| \| 아프리카검은쥐속, 아프리카숲쥐속, 다유방쥐속, 베록스쥐속, 프라오미스속, 에티오피아좁은머리쥐속 \| |
|                        | \| 아프리카물쥐군 \| 아프리카물쥐속, 에티오피아물쥐속, 넓은머리쥐속 \| \| \| 아프리카물쥐속, 에티오피아물쥐속, 넓은머리쥐속 \| \| 에티오피아좁은머리쥐군 \| 아프리카검은쥐속, 아프리카숲쥐속, 다유방쥐속, 베록스쥐속, 프라오미스속, 에티오피아좁은머리쥐속 \| \| \| 아프리카검은쥐속, 아프리카숲쥐속, 다유방쥐속, 베록스쥐속, 프라오미스속, 에티오피아좁은머리쥐속 \| |
| 아프리카물쥐군         | 아프리카물쥐속, 에티오피아물쥐속, 넓은머리쥐속 |
|                        | 아프리카물쥐속, 에티오피아물쥐속, 넓은머리쥐속 |
| 에티오피아좁은머리쥐군 | 아프리카검은쥐속, 아프리카숲쥐속, 다유방쥐속, 베록스쥐속, 프라오미스속, 에티오피아좁은머리쥐속 |
|                        | 아프리카검은쥐속, 아프리카숲쥐속, 다유방쥐속, 베록스쥐속, 프라오미스속, 에티오피아좁은머리쥐속 |

| 아프리카물쥐군         | 아프리카물쥐속, 에티오피아물쥐속, 넓은머리쥐속                                                 |
|                        | 아프리카물쥐속, 에티오피아물쥐속, 넓은머리쥐속                                                 |
| 에티오피아좁은머리쥐군 | 아프리카검은쥐속, 아프리카숲쥐속, 다유방쥐속, 베록스쥐속, 프라오미스속, 에티오피아좁은머리쥐속 |
|                        | 아프리카검은쥐속, 아프리카숲쥐속, 다유방쥐속, 베록스쥐속, 프라오미스속, 에티오피아좁은머리쥐속 |

|          | 큰귀습지쥐족           |
|          |                        |
| 붉은쥐족 | 붉은쥐속, 류큐가시쥐속 |
|          | 붉은쥐속, 류큐가시쥐속 |

|                        | 쥐족(에티오피아등줄쥐속, 생쥐속) |
|                        | |
| 프라오미스족           | \| 아프리카물쥐군 \| 아프리카물쥐속, 에티오피아물쥐속, 넓은머리쥐속 \| \| \| 아프리카물쥐속, 에티오피아물쥐속, 넓은머리쥐속 \| \| 에티오피아좁은머리쥐군 \| 아프리카검은쥐속, 아프리카숲쥐속, 다유방쥐속, 베록스쥐속, 프라오미스속, 에티오피아좁은머리쥐속 \| \| \| 아프리카검은쥐속, 아프리카숲쥐속, 다유방쥐속, 베록스쥐속, 프라오미스속, 에티오피아좁은머리쥐속 \| |
|                        | \| 아프리카물쥐군 \| 아프리카물쥐속, 에티오피아물쥐속, 넓은머리쥐속 \| \| \| 아프리카물쥐속, 에티오피아물쥐속, 넓은머리쥐속 \| \| 에티오피아좁은머리쥐군 \| 아프리카검은쥐속, 아프리카숲쥐속, 다유방쥐속, 베록스쥐속, 프라오미스속, 에티오피아좁은머리쥐속 \| \| \| 아프리카검은쥐속, 아프리카숲쥐속, 다유방쥐속, 베록스쥐속, 프라오미스속, 에티오피아좁은머리쥐속 \| |
| 아프리카물쥐군         | 아프리카물쥐속, 에티오피아물쥐속, 넓은머리쥐속 |
|                        | 아프리카물쥐속, 에티오피아물쥐속, 넓은머리쥐속 |
| 에티오피아좁은머리쥐군 | 아프리카검은쥐속, 아프리카숲쥐속, 다유방쥐속, 베록스쥐속, 프라오미스속, 에티오피아좁은머리쥐속 |
|                        | 아프리카검은쥐속, 아프리카숲쥐속, 다유방쥐속, 베록스쥐속, 프라오미스속, 에티오피아좁은머리쥐속 |

| 아프리카물쥐군         | 아프리카물쥐속, 에티오피아물쥐속, 넓은머리쥐속                                                 |
|                        | 아프리카물쥐속, 에티오피아물쥐속, 넓은머리쥐속                                                 |
| 에티오피아좁은머리쥐군 | 아프리카검은쥐속, 아프리카숲쥐속, 다유방쥐속, 베록스쥐속, 프라오미스속, 에티오피아좁은머리쥐속 |
|                        | 아프리카검은쥐속, 아프리카숲쥐속, 다유방쥐속, 베록스쥐속, 프라오미스속, 에티오피아좁은머리쥐속 |

|          | 큰귀습지쥐족           |
|          |                        |
| 붉은쥐족 | 붉은쥐속, 류큐가시쥐속 |
|          | 붉은쥐속, 류큐가시쥐속 |

| 밀라르디아족 | 인도바위쥐속, 크럼프쥐속, 블랜포드쥐속, 밀라르디아속                                                                    |
|              | 인도바위쥐속, 크럼프쥐속, 블랜포드쥐속, 밀라르디아속                                                                    |
|              | \| \| 아프리카플라이쥐족(아프리카카루쥐속, 아프리카플라이쥐속, 휘파람쥐속) \| \| \| \| \| \| 아르비칸티스족 \| \| \| \| |
|              | |
|              | 아프리카플라이쥐족(아프리카카루쥐속, 아프리카플라이쥐속, 휘파람쥐속)                                                    |
|              | |
|              | 아르비칸티스족 |
|              | |

|  | 아프리카플라이쥐족(아프리카카루쥐속, 아프리카플라이쥐속, 휘파람쥐속) |
|  |                                                                      |
|  | 아르비칸티스족                                                       |
|  |                                                                      |

| 술라웨시가시쥐군 | 술라웨시가시쥐속, 가는뿌리쥐속, 술라웨시돼지코쥐속, 작은술라웨시땃쥐쥐속, 돼지코땃쥐쥐속, 서머술라웨시쥐속, 큰술라웨시땃쥐쥐속, 마마사물쥐속 |
|                  | 술라웨시가시쥐속, 가는뿌리쥐속, 술라웨시돼지코쥐속, 작은술라웨시땃쥐쥐속, 돼지코땃쥐쥐속, 서머술라웨시쥐속, 큰술라웨시땃쥐쥐속, 마마사물쥐속 |
|                  | \| 밀러드쥐군 \| 민도로나무타기쥐속, 페아나무쥐속, 밀러드쥐속, 긴꼬리자이언트쥐속, 흰배쥐속, 폴린석회암쥐속, 오히야쥐속, 다오반티엔석회암쥐속 \| \| \| 민도로나무타기쥐속, 페아나무쥐속, 밀러드쥐속, 긴꼬리자이언트쥐속, 흰배쥐속, 폴린석회암쥐속, 오히야쥐속, 다오반티엔석회암쥐속 \| \| 시궁쥐군 \| 루손넓은이빨쥐속, 반디쿠트쥐속, 흰이빨쥐속, 필리핀쥐속, 언덕쥐속, 류큐긴꼬리자이언트쥐속, 할마헤라쥐속, 소디나무쥐속, 코모도쥐속, 민다나오산악쥐속, 짧은꼬리반디쿠트쥐속, 스람쥐속, 팔라완부드러운털산악쥐속, 플로레스자이언트쥐속, 술라웨시자이언트쥐속, 플로레스긴코쥐속, 시궁쥐속, 자이언트순다쥐속, 셀레베스쥐속, 긴발쥐속, 루손짧은코쥐속 \| \| \| 루손넓은이빨쥐속, 반디쿠트쥐속, 흰이빨쥐속, 필리핀쥐속, 언덕쥐속, 류큐긴꼬리자이언트쥐속, 할마헤라쥐속, 소디나무쥐속, 코모도쥐속, 민다나오산악쥐속, 짧은꼬리반디쿠트쥐속, 스람쥐속, 팔라완부드러운털산악쥐속, 플로레스자이언트쥐속, 술라웨시자이언트쥐속, 플로레스긴코쥐속, 시궁쥐속, 자이언트순다쥐속, 셀레베스쥐속, 긴발쥐속, 루손짧은코쥐속 \| |
|                  | |
| 밀러드쥐군       | 민도로나무타기쥐속, 페아나무쥐속, 밀러드쥐속, 긴꼬리자이언트쥐속, 흰배쥐속, 폴린석회암쥐속, 오히야쥐속, 다오반티엔석회암쥐속 |
|                  | 민도로나무타기쥐속, 페아나무쥐속, 밀러드쥐속, 긴꼬리자이언트쥐속, 흰배쥐속, 폴린석회암쥐속, 오히야쥐속, 다오반티엔석회암쥐속 |
| 시궁쥐군         | 루손넓은이빨쥐속, 반디쿠트쥐속, 흰이빨쥐속, 필리핀쥐속, 언덕쥐속, 류큐긴꼬리자이언트쥐속, 할마헤라쥐속, 소디나무쥐속, 코모도쥐속, 민다나오산악쥐속, 짧은꼬리반디쿠트쥐속, 스람쥐속, 팔라완부드러운털산악쥐속, 플로레스자이언트쥐속, 술라웨시자이언트쥐속, 플로레스긴코쥐속, 시궁쥐속, 자이언트순다쥐속, 셀레베스쥐속, 긴발쥐속, 루손짧은코쥐속 |
|                  | 루손넓은이빨쥐속, 반디쿠트쥐속, 흰이빨쥐속, 필리핀쥐속, 언덕쥐속, 류큐긴꼬리자이언트쥐속, 할마헤라쥐속, 소디나무쥐속, 코모도쥐속, 민다나오산악쥐속, 짧은꼬리반디쿠트쥐속, 스람쥐속, 팔라완부드러운털산악쥐속, 플로레스자이언트쥐속, 술라웨시자이언트쥐속, 플로레스긴코쥐속, 시궁쥐속, 자이언트순다쥐속, 셀레베스쥐속, 긴발쥐속, 루손짧은코쥐속 |

| 밀러드쥐군 | 민도로나무타기쥐속, 페아나무쥐속, 밀러드쥐속, 긴꼬리자이언트쥐속, 흰배쥐속, 폴린석회암쥐속, 오히야쥐속, 다오반티엔석회암쥐속 |
|            | 민도로나무타기쥐속, 페아나무쥐속, 밀러드쥐속, 긴꼬리자이언트쥐속, 흰배쥐속, 폴린석회암쥐속, 오히야쥐속, 다오반티엔석회암쥐속 |
| 시궁쥐군   | 루손넓은이빨쥐속, 반디쿠트쥐속, 흰이빨쥐속, 필리핀쥐속, 언덕쥐속, 류큐긴꼬리자이언트쥐속, 할마헤라쥐속, 소디나무쥐속, 코모도쥐속, 민다나오산악쥐속, 짧은꼬리반디쿠트쥐속, 스람쥐속, 팔라완부드러운털산악쥐속, 플로레스자이언트쥐속, 술라웨시자이언트쥐속, 플로레스긴코쥐속, 시궁쥐속, 자이언트순다쥐속, 셀레베스쥐속, 긴발쥐속, 루손짧은코쥐속 |
|            | 루손넓은이빨쥐속, 반디쿠트쥐속, 흰이빨쥐속, 필리핀쥐속, 언덕쥐속, 류큐긴꼬리자이언트쥐속, 할마헤라쥐속, 소디나무쥐속, 코모도쥐속, 민다나오산악쥐속, 짧은꼬리반디쿠트쥐속, 스람쥐속, 팔라완부드러운털산악쥐속, 플로레스자이언트쥐속, 술라웨시자이언트쥐속, 플로레스긴코쥐속, 시궁쥐속, 자이언트순다쥐속, 셀레베스쥐속, 긴발쥐속, 루손짧은코쥐속 |

| 술라웨시가시쥐군 | 술라웨시가시쥐속, 가는뿌리쥐속, 술라웨시돼지코쥐속, 작은술라웨시땃쥐쥐속, 돼지코땃쥐쥐속, 서머술라웨시쥐속, 큰술라웨시땃쥐쥐속, 마마사물쥐속 |
|                  | 술라웨시가시쥐속, 가는뿌리쥐속, 술라웨시돼지코쥐속, 작은술라웨시땃쥐쥐속, 돼지코땃쥐쥐속, 서머술라웨시쥐속, 큰술라웨시땃쥐쥐속, 마마사물쥐속 |
|                  | \| 밀러드쥐군 \| 민도로나무타기쥐속, 페아나무쥐속, 밀러드쥐속, 긴꼬리자이언트쥐속, 흰배쥐속, 폴린석회암쥐속, 오히야쥐속, 다오반티엔석회암쥐속 \| \| \| 민도로나무타기쥐속, 페아나무쥐속, 밀러드쥐속, 긴꼬리자이언트쥐속, 흰배쥐속, 폴린석회암쥐속, 오히야쥐속, 다오반티엔석회암쥐속 \| \| 시궁쥐군 \| 루손넓은이빨쥐속, 반디쿠트쥐속, 흰이빨쥐속, 필리핀쥐속, 언덕쥐속, 류큐긴꼬리자이언트쥐속, 할마헤라쥐속, 소디나무쥐속, 코모도쥐속, 민다나오산악쥐속, 짧은꼬리반디쿠트쥐속, 스람쥐속, 팔라완부드러운털산악쥐속, 플로레스자이언트쥐속, 술라웨시자이언트쥐속, 플로레스긴코쥐속, 시궁쥐속, 자이언트순다쥐속, 셀레베스쥐속, 긴발쥐속, 루손짧은코쥐속 \| \| \| 루손넓은이빨쥐속, 반디쿠트쥐속, 흰이빨쥐속, 필리핀쥐속, 언덕쥐속, 류큐긴꼬리자이언트쥐속, 할마헤라쥐속, 소디나무쥐속, 코모도쥐속, 민다나오산악쥐속, 짧은꼬리반디쿠트쥐속, 스람쥐속, 팔라완부드러운털산악쥐속, 플로레스자이언트쥐속, 술라웨시자이언트쥐속, 플로레스긴코쥐속, 시궁쥐속, 자이언트순다쥐속, 셀레베스쥐속, 긴발쥐속, 루손짧은코쥐속 \| |
|                  | |
| 밀러드쥐군       | 민도로나무타기쥐속, 페아나무쥐속, 밀러드쥐속, 긴꼬리자이언트쥐속, 흰배쥐속, 폴린석회암쥐속, 오히야쥐속, 다오반티엔석회암쥐속 |
|                  | 민도로나무타기쥐속, 페아나무쥐속, 밀러드쥐속, 긴꼬리자이언트쥐속, 흰배쥐속, 폴린석회암쥐속, 오히야쥐속, 다오반티엔석회암쥐속 |
| 시궁쥐군         | 루손넓은이빨쥐속, 반디쿠트쥐속, 흰이빨쥐속, 필리핀쥐속, 언덕쥐속, 류큐긴꼬리자이언트쥐속, 할마헤라쥐속, 소디나무쥐속, 코모도쥐속, 민다나오산악쥐속, 짧은꼬리반디쿠트쥐속, 스람쥐속, 팔라완부드러운털산악쥐속, 플로레스자이언트쥐속, 술라웨시자이언트쥐속, 플로레스긴코쥐속, 시궁쥐속, 자이언트순다쥐속, 셀레베스쥐속, 긴발쥐속, 루손짧은코쥐속 |
|                  | 루손넓은이빨쥐속, 반디쿠트쥐속, 흰이빨쥐속, 필리핀쥐속, 언덕쥐속, 류큐긴꼬리자이언트쥐속, 할마헤라쥐속, 소디나무쥐속, 코모도쥐속, 민다나오산악쥐속, 짧은꼬리반디쿠트쥐속, 스람쥐속, 팔라완부드러운털산악쥐속, 플로레스자이언트쥐속, 술라웨시자이언트쥐속, 플로레스긴코쥐속, 시궁쥐속, 자이언트순다쥐속, 셀레베스쥐속, 긴발쥐속, 루손짧은코쥐속 |

| 밀러드쥐군 | 민도로나무타기쥐속, 페아나무쥐속, 밀러드쥐속, 긴꼬리자이언트쥐속, 흰배쥐속, 폴린석회암쥐속, 오히야쥐속, 다오반티엔석회암쥐속 |
|            | 민도로나무타기쥐속, 페아나무쥐속, 밀러드쥐속, 긴꼬리자이언트쥐속, 흰배쥐속, 폴린석회암쥐속, 오히야쥐속, 다오반티엔석회암쥐속 |
| 시궁쥐군   | 루손넓은이빨쥐속, 반디쿠트쥐속, 흰이빨쥐속, 필리핀쥐속, 언덕쥐속, 류큐긴꼬리자이언트쥐속, 할마헤라쥐속, 소디나무쥐속, 코모도쥐속, 민다나오산악쥐속, 짧은꼬리반디쿠트쥐속, 스람쥐속, 팔라완부드러운털산악쥐속, 플로레스자이언트쥐속, 술라웨시자이언트쥐속, 플로레스긴코쥐속, 시궁쥐속, 자이언트순다쥐속, 셀레베스쥐속, 긴발쥐속, 루손짧은코쥐속 |
|            | 루손넓은이빨쥐속, 반디쿠트쥐속, 흰이빨쥐속, 필리핀쥐속, 언덕쥐속, 류큐긴꼬리자이언트쥐속, 할마헤라쥐속, 소디나무쥐속, 코모도쥐속, 민다나오산악쥐속, 짧은꼬리반디쿠트쥐속, 스람쥐속, 팔라완부드러운털산악쥐속, 플로레스자이언트쥐속, 술라웨시자이언트쥐속, 플로레스긴코쥐속, 시궁쥐속, 자이언트순다쥐속, 셀레베스쥐속, 긴발쥐속, 루손짧은코쥐속 |

| 술라웨시가시쥐군 | 술라웨시가시쥐속, 가는뿌리쥐속, 술라웨시돼지코쥐속, 작은술라웨시땃쥐쥐속, 돼지코땃쥐쥐속, 서머술라웨시쥐속, 큰술라웨시땃쥐쥐속, 마마사물쥐속 |
|                  | 술라웨시가시쥐속, 가는뿌리쥐속, 술라웨시돼지코쥐속, 작은술라웨시땃쥐쥐속, 돼지코땃쥐쥐속, 서머술라웨시쥐속, 큰술라웨시땃쥐쥐속, 마마사물쥐속 |
|                  | \| 밀러드쥐군 \| 민도로나무타기쥐속, 페아나무쥐속, 밀러드쥐속, 긴꼬리자이언트쥐속, 흰배쥐속, 폴린석회암쥐속, 오히야쥐속, 다오반티엔석회암쥐속 \| \| \| 민도로나무타기쥐속, 페아나무쥐속, 밀러드쥐속, 긴꼬리자이언트쥐속, 흰배쥐속, 폴린석회암쥐속, 오히야쥐속, 다오반티엔석회암쥐속 \| \| 시궁쥐군 \| 루손넓은이빨쥐속, 반디쿠트쥐속, 흰이빨쥐속, 필리핀쥐속, 언덕쥐속, 류큐긴꼬리자이언트쥐속, 할마헤라쥐속, 소디나무쥐속, 코모도쥐속, 민다나오산악쥐속, 짧은꼬리반디쿠트쥐속, 스람쥐속, 팔라완부드러운털산악쥐속, 플로레스자이언트쥐속, 술라웨시자이언트쥐속, 플로레스긴코쥐속, 시궁쥐속, 자이언트순다쥐속, 셀레베스쥐속, 긴발쥐속, 루손짧은코쥐속 \| \| \| 루손넓은이빨쥐속, 반디쿠트쥐속, 흰이빨쥐속, 필리핀쥐속, 언덕쥐속, 류큐긴꼬리자이언트쥐속, 할마헤라쥐속, 소디나무쥐속, 코모도쥐속, 민다나오산악쥐속, 짧은꼬리반디쿠트쥐속, 스람쥐속, 팔라완부드러운털산악쥐속, 플로레스자이언트쥐속, 술라웨시자이언트쥐속, 플로레스긴코쥐속, 시궁쥐속, 자이언트순다쥐속, 셀레베스쥐속, 긴발쥐속, 루손짧은코쥐속 \| |
|                  | |
| 밀러드쥐군       | 민도로나무타기쥐속, 페아나무쥐속, 밀러드쥐속, 긴꼬리자이언트쥐속, 흰배쥐속, 폴린석회암쥐속, 오히야쥐속, 다오반티엔석회암쥐속 |
|                  | 민도로나무타기쥐속, 페아나무쥐속, 밀러드쥐속, 긴꼬리자이언트쥐속, 흰배쥐속, 폴린석회암쥐속, 오히야쥐속, 다오반티엔석회암쥐속 |
| 시궁쥐군         | 루손넓은이빨쥐속, 반디쿠트쥐속, 흰이빨쥐속, 필리핀쥐속, 언덕쥐속, 류큐긴꼬리자이언트쥐속, 할마헤라쥐속, 소디나무쥐속, 코모도쥐속, 민다나오산악쥐속, 짧은꼬리반디쿠트쥐속, 스람쥐속, 팔라완부드러운털산악쥐속, 플로레스자이언트쥐속, 술라웨시자이언트쥐속, 플로레스긴코쥐속, 시궁쥐속, 자이언트순다쥐속, 셀레베스쥐속, 긴발쥐속, 루손짧은코쥐속 |
|                  | 루손넓은이빨쥐속, 반디쿠트쥐속, 흰이빨쥐속, 필리핀쥐속, 언덕쥐속, 류큐긴꼬리자이언트쥐속, 할마헤라쥐속, 소디나무쥐속, 코모도쥐속, 민다나오산악쥐속, 짧은꼬리반디쿠트쥐속, 스람쥐속, 팔라완부드러운털산악쥐속, 플로레스자이언트쥐속, 술라웨시자이언트쥐속, 플로레스긴코쥐속, 시궁쥐속, 자이언트순다쥐속, 셀레베스쥐속, 긴발쥐속, 루손짧은코쥐속 |

| 밀러드쥐군 | 민도로나무타기쥐속, 페아나무쥐속, 밀러드쥐속, 긴꼬리자이언트쥐속, 흰배쥐속, 폴린석회암쥐속, 오히야쥐속, 다오반티엔석회암쥐속 |
|            | 민도로나무타기쥐속, 페아나무쥐속, 밀러드쥐속, 긴꼬리자이언트쥐속, 흰배쥐속, 폴린석회암쥐속, 오히야쥐속, 다오반티엔석회암쥐속 |
| 시궁쥐군   | 루손넓은이빨쥐속, 반디쿠트쥐속, 흰이빨쥐속, 필리핀쥐속, 언덕쥐속, 류큐긴꼬리자이언트쥐속, 할마헤라쥐속, 소디나무쥐속, 코모도쥐속, 민다나오산악쥐속, 짧은꼬리반디쿠트쥐속, 스람쥐속, 팔라완부드러운털산악쥐속, 플로레스자이언트쥐속, 술라웨시자이언트쥐속, 플로레스긴코쥐속, 시궁쥐속, 자이언트순다쥐속, 셀레베스쥐속, 긴발쥐속, 루손짧은코쥐속 |
|            | 루손넓은이빨쥐속, 반디쿠트쥐속, 흰이빨쥐속, 필리핀쥐속, 언덕쥐속, 류큐긴꼬리자이언트쥐속, 할마헤라쥐속, 소디나무쥐속, 코모도쥐속, 민다나오산악쥐속, 짧은꼬리반디쿠트쥐속, 스람쥐속, 팔라완부드러운털산악쥐속, 플로레스자이언트쥐속, 술라웨시자이언트쥐속, 플로레스긴코쥐속, 시궁쥐속, 자이언트순다쥐속, 셀레베스쥐속, 긴발쥐속, 루손짧은코쥐속 |

| 술라웨시가시쥐군 | 술라웨시가시쥐속, 가는뿌리쥐속, 술라웨시돼지코쥐속, 작은술라웨시땃쥐쥐속, 돼지코땃쥐쥐속, 서머술라웨시쥐속, 큰술라웨시땃쥐쥐속, 마마사물쥐속 |
|                  | 술라웨시가시쥐속, 가는뿌리쥐속, 술라웨시돼지코쥐속, 작은술라웨시땃쥐쥐속, 돼지코땃쥐쥐속, 서머술라웨시쥐속, 큰술라웨시땃쥐쥐속, 마마사물쥐속 |
|                  | \| 밀러드쥐군 \| 민도로나무타기쥐속, 페아나무쥐속, 밀러드쥐속, 긴꼬리자이언트쥐속, 흰배쥐속, 폴린석회암쥐속, 오히야쥐속, 다오반티엔석회암쥐속 \| \| \| 민도로나무타기쥐속, 페아나무쥐속, 밀러드쥐속, 긴꼬리자이언트쥐속, 흰배쥐속, 폴린석회암쥐속, 오히야쥐속, 다오반티엔석회암쥐속 \| \| 시궁쥐군 \| 루손넓은이빨쥐속, 반디쿠트쥐속, 흰이빨쥐속, 필리핀쥐속, 언덕쥐속, 류큐긴꼬리자이언트쥐속, 할마헤라쥐속, 소디나무쥐속, 코모도쥐속, 민다나오산악쥐속, 짧은꼬리반디쿠트쥐속, 스람쥐속, 팔라완부드러운털산악쥐속, 플로레스자이언트쥐속, 술라웨시자이언트쥐속, 플로레스긴코쥐속, 시궁쥐속, 자이언트순다쥐속, 셀레베스쥐속, 긴발쥐속, 루손짧은코쥐속 \| \| \| 루손넓은이빨쥐속, 반디쿠트쥐속, 흰이빨쥐속, 필리핀쥐속, 언덕쥐속, 류큐긴꼬리자이언트쥐속, 할마헤라쥐속, 소디나무쥐속, 코모도쥐속, 민다나오산악쥐속, 짧은꼬리반디쿠트쥐속, 스람쥐속, 팔라완부드러운털산악쥐속, 플로레스자이언트쥐속, 술라웨시자이언트쥐속, 플로레스긴코쥐속, 시궁쥐속, 자이언트순다쥐속, 셀레베스쥐속, 긴발쥐속, 루손짧은코쥐속 \| |
|                  | |
| 밀러드쥐군       | 민도로나무타기쥐속, 페아나무쥐속, 밀러드쥐속, 긴꼬리자이언트쥐속, 흰배쥐속, 폴린석회암쥐속, 오히야쥐속, 다오반티엔석회암쥐속 |
|                  | 민도로나무타기쥐속, 페아나무쥐속, 밀러드쥐속, 긴꼬리자이언트쥐속, 흰배쥐속, 폴린석회암쥐속, 오히야쥐속, 다오반티엔석회암쥐속 |
| 시궁쥐군         | 루손넓은이빨쥐속, 반디쿠트쥐속, 흰이빨쥐속, 필리핀쥐속, 언덕쥐속, 류큐긴꼬리자이언트쥐속, 할마헤라쥐속, 소디나무쥐속, 코모도쥐속, 민다나오산악쥐속, 짧은꼬리반디쿠트쥐속, 스람쥐속, 팔라완부드러운털산악쥐속, 플로레스자이언트쥐속, 술라웨시자이언트쥐속, 플로레스긴코쥐속, 시궁쥐속, 자이언트순다쥐속, 셀레베스쥐속, 긴발쥐속, 루손짧은코쥐속 |
|                  | 루손넓은이빨쥐속, 반디쿠트쥐속, 흰이빨쥐속, 필리핀쥐속, 언덕쥐속, 류큐긴꼬리자이언트쥐속, 할마헤라쥐속, 소디나무쥐속, 코모도쥐속, 민다나오산악쥐속, 짧은꼬리반디쿠트쥐속, 스람쥐속, 팔라완부드러운털산악쥐속, 플로레스자이언트쥐속, 술라웨시자이언트쥐속, 플로레스긴코쥐속, 시궁쥐속, 자이언트순다쥐속, 셀레베스쥐속, 긴발쥐속, 루손짧은코쥐속 |

| 밀러드쥐군 | 민도로나무타기쥐속, 페아나무쥐속, 밀러드쥐속, 긴꼬리자이언트쥐속, 흰배쥐속, 폴린석회암쥐속, 오히야쥐속, 다오반티엔석회암쥐속 |
|            | 민도로나무타기쥐속, 페아나무쥐속, 밀러드쥐속, 긴꼬리자이언트쥐속, 흰배쥐속, 폴린석회암쥐속, 오히야쥐속, 다오반티엔석회암쥐속 |
| 시궁쥐군   | 루손넓은이빨쥐속, 반디쿠트쥐속, 흰이빨쥐속, 필리핀쥐속, 언덕쥐속, 류큐긴꼬리자이언트쥐속, 할마헤라쥐속, 소디나무쥐속, 코모도쥐속, 민다나오산악쥐속, 짧은꼬리반디쿠트쥐속, 스람쥐속, 팔라완부드러운털산악쥐속, 플로레스자이언트쥐속, 술라웨시자이언트쥐속, 플로레스긴코쥐속, 시궁쥐속, 자이언트순다쥐속, 셀레베스쥐속, 긴발쥐속, 루손짧은코쥐속 |
|            | 루손넓은이빨쥐속, 반디쿠트쥐속, 흰이빨쥐속, 필리핀쥐속, 언덕쥐속, 류큐긴꼬리자이언트쥐속, 할마헤라쥐속, 소디나무쥐속, 코모도쥐속, 민다나오산악쥐속, 짧은꼬리반디쿠트쥐속, 스람쥐속, 팔라완부드러운털산악쥐속, 플로레스자이언트쥐속, 술라웨시자이언트쥐속, 플로레스긴코쥐속, 시궁쥐속, 자이언트순다쥐속, 셀레베스쥐속, 긴발쥐속, 루손짧은코쥐속 |

|                        | 쥐족(에티오피아등줄쥐속, 생쥐속) |
|                        | |
| 프라오미스족           | \| 아프리카물쥐군 \| 아프리카물쥐속, 에티오피아물쥐속, 넓은머리쥐속 \| \| \| 아프리카물쥐속, 에티오피아물쥐속, 넓은머리쥐속 \| \| 에티오피아좁은머리쥐군 \| 아프리카검은쥐속, 아프리카숲쥐속, 다유방쥐속, 베록스쥐속, 프라오미스속, 에티오피아좁은머리쥐속 \| \| \| 아프리카검은쥐속, 아프리카숲쥐속, 다유방쥐속, 베록스쥐속, 프라오미스속, 에티오피아좁은머리쥐속 \| |
|                        | \| 아프리카물쥐군 \| 아프리카물쥐속, 에티오피아물쥐속, 넓은머리쥐속 \| \| \| 아프리카물쥐속, 에티오피아물쥐속, 넓은머리쥐속 \| \| 에티오피아좁은머리쥐군 \| 아프리카검은쥐속, 아프리카숲쥐속, 다유방쥐속, 베록스쥐속, 프라오미스속, 에티오피아좁은머리쥐속 \| \| \| 아프리카검은쥐속, 아프리카숲쥐속, 다유방쥐속, 베록스쥐속, 프라오미스속, 에티오피아좁은머리쥐속 \| |
| 아프리카물쥐군         | 아프리카물쥐속, 에티오피아물쥐속, 넓은머리쥐속 |
|                        | 아프리카물쥐속, 에티오피아물쥐속, 넓은머리쥐속 |
| 에티오피아좁은머리쥐군 | 아프리카검은쥐속, 아프리카숲쥐속, 다유방쥐속, 베록스쥐속, 프라오미스속, 에티오피아좁은머리쥐속 |
|                        | 아프리카검은쥐속, 아프리카숲쥐속, 다유방쥐속, 베록스쥐속, 프라오미스속, 에티오피아좁은머리쥐속 |

| 아프리카물쥐군         | 아프리카물쥐속, 에티오피아물쥐속, 넓은머리쥐속                                                 |
|                        | 아프리카물쥐속, 에티오피아물쥐속, 넓은머리쥐속                                                 |
| 에티오피아좁은머리쥐군 | 아프리카검은쥐속, 아프리카숲쥐속, 다유방쥐속, 베록스쥐속, 프라오미스속, 에티오피아좁은머리쥐속 |
|                        | 아프리카검은쥐속, 아프리카숲쥐속, 다유방쥐속, 베록스쥐속, 프라오미스속, 에티오피아좁은머리쥐속 |

|          | 큰귀습지쥐족           |
|          |                        |
| 붉은쥐족 | 붉은쥐속, 류큐가시쥐속 |
|          | 붉은쥐속, 류큐가시쥐속 |

|                        | 쥐족(에티오피아등줄쥐속, 생쥐속) |
|                        | |
| 프라오미스족           | \| 아프리카물쥐군 \| 아프리카물쥐속, 에티오피아물쥐속, 넓은머리쥐속 \| \| \| 아프리카물쥐속, 에티오피아물쥐속, 넓은머리쥐속 \| \| 에티오피아좁은머리쥐군 \| 아프리카검은쥐속, 아프리카숲쥐속, 다유방쥐속, 베록스쥐속, 프라오미스속, 에티오피아좁은머리쥐속 \| \| \| 아프리카검은쥐속, 아프리카숲쥐속, 다유방쥐속, 베록스쥐속, 프라오미스속, 에티오피아좁은머리쥐속 \| |
|                        | \| 아프리카물쥐군 \| 아프리카물쥐속, 에티오피아물쥐속, 넓은머리쥐속 \| \| \| 아프리카물쥐속, 에티오피아물쥐속, 넓은머리쥐속 \| \| 에티오피아좁은머리쥐군 \| 아프리카검은쥐속, 아프리카숲쥐속, 다유방쥐속, 베록스쥐속, 프라오미스속, 에티오피아좁은머리쥐속 \| \| \| 아프리카검은쥐속, 아프리카숲쥐속, 다유방쥐속, 베록스쥐속, 프라오미스속, 에티오피아좁은머리쥐속 \| |
| 아프리카물쥐군         | 아프리카물쥐속, 에티오피아물쥐속, 넓은머리쥐속 |
|                        | 아프리카물쥐속, 에티오피아물쥐속, 넓은머리쥐속 |
| 에티오피아좁은머리쥐군 | 아프리카검은쥐속, 아프리카숲쥐속, 다유방쥐속, 베록스쥐속, 프라오미스속, 에티오피아좁은머리쥐속 |
|                        | 아프리카검은쥐속, 아프리카숲쥐속, 다유방쥐속, 베록스쥐속, 프라오미스속, 에티오피아좁은머리쥐속 |

| 아프리카물쥐군         | 아프리카물쥐속, 에티오피아물쥐속, 넓은머리쥐속                                                 |
|                        | 아프리카물쥐속, 에티오피아물쥐속, 넓은머리쥐속                                                 |
| 에티오피아좁은머리쥐군 | 아프리카검은쥐속, 아프리카숲쥐속, 다유방쥐속, 베록스쥐속, 프라오미스속, 에티오피아좁은머리쥐속 |
|                        | 아프리카검은쥐속, 아프리카숲쥐속, 다유방쥐속, 베록스쥐속, 프라오미스속, 에티오피아좁은머리쥐속 |

|          | 큰귀습지쥐족           |
|          |                        |
| 붉은쥐족 | 붉은쥐속, 류큐가시쥐속 |
|          | 붉은쥐속, 류큐가시쥐속 |

| 밀라르디아족 | 인도바위쥐속, 크럼프쥐속, 블랜포드쥐속, 밀라르디아속                                                                    |
|              | 인도바위쥐속, 크럼프쥐속, 블랜포드쥐속, 밀라르디아속                                                                    |
|              | \| \| 아프리카플라이쥐족(아프리카카루쥐속, 아프리카플라이쥐속, 휘파람쥐속) \| \| \| \| \| \| 아르비칸티스족 \| \| \| \| |
|              | |
|              | 아프리카플라이쥐족(아프리카카루쥐속, 아프리카플라이쥐속, 휘파람쥐속)                                                    |
|              | |
|              | 아르비칸티스족 |
|              | |

|  | 아프리카플라이쥐족(아프리카카루쥐속, 아프리카플라이쥐속, 휘파람쥐속) |
|  |                                                                      |
|  | 아르비칸티스족                                                       |
|  |                                                                      |

|                        | 쥐족(에티오피아등줄쥐속, 생쥐속) |
|                        | |
| 프라오미스족           | \| 아프리카물쥐군 \| 아프리카물쥐속, 에티오피아물쥐속, 넓은머리쥐속 \| \| \| 아프리카물쥐속, 에티오피아물쥐속, 넓은머리쥐속 \| \| 에티오피아좁은머리쥐군 \| 아프리카검은쥐속, 아프리카숲쥐속, 다유방쥐속, 베록스쥐속, 프라오미스속, 에티오피아좁은머리쥐속 \| \| \| 아프리카검은쥐속, 아프리카숲쥐속, 다유방쥐속, 베록스쥐속, 프라오미스속, 에티오피아좁은머리쥐속 \| |
|                        | \| 아프리카물쥐군 \| 아프리카물쥐속, 에티오피아물쥐속, 넓은머리쥐속 \| \| \| 아프리카물쥐속, 에티오피아물쥐속, 넓은머리쥐속 \| \| 에티오피아좁은머리쥐군 \| 아프리카검은쥐속, 아프리카숲쥐속, 다유방쥐속, 베록스쥐속, 프라오미스속, 에티오피아좁은머리쥐속 \| \| \| 아프리카검은쥐속, 아프리카숲쥐속, 다유방쥐속, 베록스쥐속, 프라오미스속, 에티오피아좁은머리쥐속 \| |
| 아프리카물쥐군         | 아프리카물쥐속, 에티오피아물쥐속, 넓은머리쥐속 |
|                        | 아프리카물쥐속, 에티오피아물쥐속, 넓은머리쥐속 |
| 에티오피아좁은머리쥐군 | 아프리카검은쥐속, 아프리카숲쥐속, 다유방쥐속, 베록스쥐속, 프라오미스속, 에티오피아좁은머리쥐속 |
|                        | 아프리카검은쥐속, 아프리카숲쥐속, 다유방쥐속, 베록스쥐속, 프라오미스속, 에티오피아좁은머리쥐속 |

| 아프리카물쥐군         | 아프리카물쥐속, 에티오피아물쥐속, 넓은머리쥐속                                                 |
|                        | 아프리카물쥐속, 에티오피아물쥐속, 넓은머리쥐속                                                 |
| 에티오피아좁은머리쥐군 | 아프리카검은쥐속, 아프리카숲쥐속, 다유방쥐속, 베록스쥐속, 프라오미스속, 에티오피아좁은머리쥐속 |
|                        | 아프리카검은쥐속, 아프리카숲쥐속, 다유방쥐속, 베록스쥐속, 프라오미스속, 에티오피아좁은머리쥐속 |

|          | 큰귀습지쥐족           |
|          |                        |
| 붉은쥐족 | 붉은쥐속, 류큐가시쥐속 |
|          | 붉은쥐속, 류큐가시쥐속 |

|                        | 쥐족(에티오피아등줄쥐속, 생쥐속) |
|                        | |
| 프라오미스족           | \| 아프리카물쥐군 \| 아프리카물쥐속, 에티오피아물쥐속, 넓은머리쥐속 \| \| \| 아프리카물쥐속, 에티오피아물쥐속, 넓은머리쥐속 \| \| 에티오피아좁은머리쥐군 \| 아프리카검은쥐속, 아프리카숲쥐속, 다유방쥐속, 베록스쥐속, 프라오미스속, 에티오피아좁은머리쥐속 \| \| \| 아프리카검은쥐속, 아프리카숲쥐속, 다유방쥐속, 베록스쥐속, 프라오미스속, 에티오피아좁은머리쥐속 \| |
|                        | \| 아프리카물쥐군 \| 아프리카물쥐속, 에티오피아물쥐속, 넓은머리쥐속 \| \| \| 아프리카물쥐속, 에티오피아물쥐속, 넓은머리쥐속 \| \| 에티오피아좁은머리쥐군 \| 아프리카검은쥐속, 아프리카숲쥐속, 다유방쥐속, 베록스쥐속, 프라오미스속, 에티오피아좁은머리쥐속 \| \| \| 아프리카검은쥐속, 아프리카숲쥐속, 다유방쥐속, 베록스쥐속, 프라오미스속, 에티오피아좁은머리쥐속 \| |
| 아프리카물쥐군         | 아프리카물쥐속, 에티오피아물쥐속, 넓은머리쥐속 |
|                        | 아프리카물쥐속, 에티오피아물쥐속, 넓은머리쥐속 |
| 에티오피아좁은머리쥐군 | 아프리카검은쥐속, 아프리카숲쥐속, 다유방쥐속, 베록스쥐속, 프라오미스속, 에티오피아좁은머리쥐속 |
|                        | 아프리카검은쥐속, 아프리카숲쥐속, 다유방쥐속, 베록스쥐속, 프라오미스속, 에티오피아좁은머리쥐속 |

| 아프리카물쥐군         | 아프리카물쥐속, 에티오피아물쥐속, 넓은머리쥐속                                                 |
|                        | 아프리카물쥐속, 에티오피아물쥐속, 넓은머리쥐속                                                 |
| 에티오피아좁은머리쥐군 | 아프리카검은쥐속, 아프리카숲쥐속, 다유방쥐속, 베록스쥐속, 프라오미스속, 에티오피아좁은머리쥐속 |
|                        | 아프리카검은쥐속, 아프리카숲쥐속, 다유방쥐속, 베록스쥐속, 프라오미스속, 에티오피아좁은머리쥐속 |

|          | 큰귀습지쥐족           |
|          |                        |
| 붉은쥐족 | 붉은쥐속, 류큐가시쥐속 |
|          | 붉은쥐속, 류큐가시쥐속 |

| 밀라르디아족 | 인도바위쥐속, 크럼프쥐속, 블랜포드쥐속, 밀라르디아속                                                                    |
|              | 인도바위쥐속, 크럼프쥐속, 블랜포드쥐속, 밀라르디아속                                                                    |
|              | \| \| 아프리카플라이쥐족(아프리카카루쥐속, 아프리카플라이쥐속, 휘파람쥐속) \| \| \| \| \| \| 아르비칸티스족 \| \| \| \| |
|              | |
|              | 아프리카플라이쥐족(아프리카카루쥐속, 아프리카플라이쥐속, 휘파람쥐속)                                                    |
|              | |
|              | 아르비칸티스족 |
|              | |

|  | 아프리카플라이쥐족(아프리카카루쥐속, 아프리카플라이쥐속, 휘파람쥐속) |
|  |                                                                      |
|  | 아르비칸티스족                                                       |
|  |                                                                      |

|                        | 쥐족(에티오피아등줄쥐속, 생쥐속) |
|                        | |
| 프라오미스족           | \| 아프리카물쥐군 \| 아프리카물쥐속, 에티오피아물쥐속, 넓은머리쥐속 \| \| \| 아프리카물쥐속, 에티오피아물쥐속, 넓은머리쥐속 \| \| 에티오피아좁은머리쥐군 \| 아프리카검은쥐속, 아프리카숲쥐속, 다유방쥐속, 베록스쥐속, 프라오미스속, 에티오피아좁은머리쥐속 \| \| \| 아프리카검은쥐속, 아프리카숲쥐속, 다유방쥐속, 베록스쥐속, 프라오미스속, 에티오피아좁은머리쥐속 \| |
|                        | \| 아프리카물쥐군 \| 아프리카물쥐속, 에티오피아물쥐속, 넓은머리쥐속 \| \| \| 아프리카물쥐속, 에티오피아물쥐속, 넓은머리쥐속 \| \| 에티오피아좁은머리쥐군 \| 아프리카검은쥐속, 아프리카숲쥐속, 다유방쥐속, 베록스쥐속, 프라오미스속, 에티오피아좁은머리쥐속 \| \| \| 아프리카검은쥐속, 아프리카숲쥐속, 다유방쥐속, 베록스쥐속, 프라오미스속, 에티오피아좁은머리쥐속 \| |
| 아프리카물쥐군         | 아프리카물쥐속, 에티오피아물쥐속, 넓은머리쥐속 |
|                        | 아프리카물쥐속, 에티오피아물쥐속, 넓은머리쥐속 |
| 에티오피아좁은머리쥐군 | 아프리카검은쥐속, 아프리카숲쥐속, 다유방쥐속, 베록스쥐속, 프라오미스속, 에티오피아좁은머리쥐속 |
|                        | 아프리카검은쥐속, 아프리카숲쥐속, 다유방쥐속, 베록스쥐속, 프라오미스속, 에티오피아좁은머리쥐속 |

| 아프리카물쥐군         | 아프리카물쥐속, 에티오피아물쥐속, 넓은머리쥐속                                                 |
|                        | 아프리카물쥐속, 에티오피아물쥐속, 넓은머리쥐속                                                 |
| 에티오피아좁은머리쥐군 | 아프리카검은쥐속, 아프리카숲쥐속, 다유방쥐속, 베록스쥐속, 프라오미스속, 에티오피아좁은머리쥐속 |
|                        | 아프리카검은쥐속, 아프리카숲쥐속, 다유방쥐속, 베록스쥐속, 프라오미스속, 에티오피아좁은머리쥐속 |

|          | 큰귀습지쥐족           |
|          |                        |
| 붉은쥐족 | 붉은쥐속, 류큐가시쥐속 |
|          | 붉은쥐속, 류큐가시쥐속 |

|                        | 쥐족(에티오피아등줄쥐속, 생쥐속) |
|                        | |
| 프라오미스족           | \| 아프리카물쥐군 \| 아프리카물쥐속, 에티오피아물쥐속, 넓은머리쥐속 \| \| \| 아프리카물쥐속, 에티오피아물쥐속, 넓은머리쥐속 \| \| 에티오피아좁은머리쥐군 \| 아프리카검은쥐속, 아프리카숲쥐속, 다유방쥐속, 베록스쥐속, 프라오미스속, 에티오피아좁은머리쥐속 \| \| \| 아프리카검은쥐속, 아프리카숲쥐속, 다유방쥐속, 베록스쥐속, 프라오미스속, 에티오피아좁은머리쥐속 \| |
|                        | \| 아프리카물쥐군 \| 아프리카물쥐속, 에티오피아물쥐속, 넓은머리쥐속 \| \| \| 아프리카물쥐속, 에티오피아물쥐속, 넓은머리쥐속 \| \| 에티오피아좁은머리쥐군 \| 아프리카검은쥐속, 아프리카숲쥐속, 다유방쥐속, 베록스쥐속, 프라오미스속, 에티오피아좁은머리쥐속 \| \| \| 아프리카검은쥐속, 아프리카숲쥐속, 다유방쥐속, 베록스쥐속, 프라오미스속, 에티오피아좁은머리쥐속 \| |
| 아프리카물쥐군         | 아프리카물쥐속, 에티오피아물쥐속, 넓은머리쥐속 |
|                        | 아프리카물쥐속, 에티오피아물쥐속, 넓은머리쥐속 |
| 에티오피아좁은머리쥐군 | 아프리카검은쥐속, 아프리카숲쥐속, 다유방쥐속, 베록스쥐속, 프라오미스속, 에티오피아좁은머리쥐속 |
|                        | 아프리카검은쥐속, 아프리카숲쥐속, 다유방쥐속, 베록스쥐속, 프라오미스속, 에티오피아좁은머리쥐속 |

| 아프리카물쥐군         | 아프리카물쥐속, 에티오피아물쥐속, 넓은머리쥐속                                                 |
|                        | 아프리카물쥐속, 에티오피아물쥐속, 넓은머리쥐속                                                 |
| 에티오피아좁은머리쥐군 | 아프리카검은쥐속, 아프리카숲쥐속, 다유방쥐속, 베록스쥐속, 프라오미스속, 에티오피아좁은머리쥐속 |
|                        | 아프리카검은쥐속, 아프리카숲쥐속, 다유방쥐속, 베록스쥐속, 프라오미스속, 에티오피아좁은머리쥐속 |

|          | 큰귀습지쥐족           |
|          |                        |
| 붉은쥐족 | 붉은쥐속, 류큐가시쥐속 |
|          | 붉은쥐속, 류큐가시쥐속 |

| 밀라르디아족 | 인도바위쥐속, 크럼프쥐속, 블랜포드쥐속, 밀라르디아속                                                                    |
|              | 인도바위쥐속, 크럼프쥐속, 블랜포드쥐속, 밀라르디아속                                                                    |
|              | \| \| 아프리카플라이쥐족(아프리카카루쥐속, 아프리카플라이쥐속, 휘파람쥐속) \| \| \| \| \| \| 아르비칸티스족 \| \| \| \| |
|              | |
|              | 아프리카플라이쥐족(아프리카카루쥐속, 아프리카플라이쥐속, 휘파람쥐속)                                                    |
|              | |
|              | 아르비칸티스족 |
|              | |

|  | 아프리카플라이쥐족(아프리카카루쥐속, 아프리카플라이쥐속, 휘파람쥐속) |
|  |                                                                      |
|  | 아르비칸티스족                                                       |
|  |                                                                      |

|                        | 쥐족(에티오피아등줄쥐속, 생쥐속) |
|                        | |
| 프라오미스족           | \| 아프리카물쥐군 \| 아프리카물쥐속, 에티오피아물쥐속, 넓은머리쥐속 \| \| \| 아프리카물쥐속, 에티오피아물쥐속, 넓은머리쥐속 \| \| 에티오피아좁은머리쥐군 \| 아프리카검은쥐속, 아프리카숲쥐속, 다유방쥐속, 베록스쥐속, 프라오미스속, 에티오피아좁은머리쥐속 \| \| \| 아프리카검은쥐속, 아프리카숲쥐속, 다유방쥐속, 베록스쥐속, 프라오미스속, 에티오피아좁은머리쥐속 \| |
|                        | \| 아프리카물쥐군 \| 아프리카물쥐속, 에티오피아물쥐속, 넓은머리쥐속 \| \| \| 아프리카물쥐속, 에티오피아물쥐속, 넓은머리쥐속 \| \| 에티오피아좁은머리쥐군 \| 아프리카검은쥐속, 아프리카숲쥐속, 다유방쥐속, 베록스쥐속, 프라오미스속, 에티오피아좁은머리쥐속 \| \| \| 아프리카검은쥐속, 아프리카숲쥐속, 다유방쥐속, 베록스쥐속, 프라오미스속, 에티오피아좁은머리쥐속 \| |
| 아프리카물쥐군         | 아프리카물쥐속, 에티오피아물쥐속, 넓은머리쥐속 |
|                        | 아프리카물쥐속, 에티오피아물쥐속, 넓은머리쥐속 |
| 에티오피아좁은머리쥐군 | 아프리카검은쥐속, 아프리카숲쥐속, 다유방쥐속, 베록스쥐속, 프라오미스속, 에티오피아좁은머리쥐속 |
|                        | 아프리카검은쥐속, 아프리카숲쥐속, 다유방쥐속, 베록스쥐속, 프라오미스속, 에티오피아좁은머리쥐속 |

| 아프리카물쥐군         | 아프리카물쥐속, 에티오피아물쥐속, 넓은머리쥐속                                                 |
|                        | 아프리카물쥐속, 에티오피아물쥐속, 넓은머리쥐속                                                 |
| 에티오피아좁은머리쥐군 | 아프리카검은쥐속, 아프리카숲쥐속, 다유방쥐속, 베록스쥐속, 프라오미스속, 에티오피아좁은머리쥐속 |
|                        | 아프리카검은쥐속, 아프리카숲쥐속, 다유방쥐속, 베록스쥐속, 프라오미스속, 에티오피아좁은머리쥐속 |

|          | 큰귀습지쥐족           |
|          |                        |
| 붉은쥐족 | 붉은쥐속, 류큐가시쥐속 |
|          | 붉은쥐속, 류큐가시쥐속 |

|                        | 쥐족(에티오피아등줄쥐속, 생쥐속) |
|                        | |
| 프라오미스족           | \| 아프리카물쥐군 \| 아프리카물쥐속, 에티오피아물쥐속, 넓은머리쥐속 \| \| \| 아프리카물쥐속, 에티오피아물쥐속, 넓은머리쥐속 \| \| 에티오피아좁은머리쥐군 \| 아프리카검은쥐속, 아프리카숲쥐속, 다유방쥐속, 베록스쥐속, 프라오미스속, 에티오피아좁은머리쥐속 \| \| \| 아프리카검은쥐속, 아프리카숲쥐속, 다유방쥐속, 베록스쥐속, 프라오미스속, 에티오피아좁은머리쥐속 \| |
|                        | \| 아프리카물쥐군 \| 아프리카물쥐속, 에티오피아물쥐속, 넓은머리쥐속 \| \| \| 아프리카물쥐속, 에티오피아물쥐속, 넓은머리쥐속 \| \| 에티오피아좁은머리쥐군 \| 아프리카검은쥐속, 아프리카숲쥐속, 다유방쥐속, 베록스쥐속, 프라오미스속, 에티오피아좁은머리쥐속 \| \| \| 아프리카검은쥐속, 아프리카숲쥐속, 다유방쥐속, 베록스쥐속, 프라오미스속, 에티오피아좁은머리쥐속 \| |
| 아프리카물쥐군         | 아프리카물쥐속, 에티오피아물쥐속, 넓은머리쥐속 |
|                        | 아프리카물쥐속, 에티오피아물쥐속, 넓은머리쥐속 |
| 에티오피아좁은머리쥐군 | 아프리카검은쥐속, 아프리카숲쥐속, 다유방쥐속, 베록스쥐속, 프라오미스속, 에티오피아좁은머리쥐속 |
|                        | 아프리카검은쥐속, 아프리카숲쥐속, 다유방쥐속, 베록스쥐속, 프라오미스속, 에티오피아좁은머리쥐속 |

| 아프리카물쥐군         | 아프리카물쥐속, 에티오피아물쥐속, 넓은머리쥐속                                                 |
|                        | 아프리카물쥐속, 에티오피아물쥐속, 넓은머리쥐속                                                 |
| 에티오피아좁은머리쥐군 | 아프리카검은쥐속, 아프리카숲쥐속, 다유방쥐속, 베록스쥐속, 프라오미스속, 에티오피아좁은머리쥐속 |
|                        | 아프리카검은쥐속, 아프리카숲쥐속, 다유방쥐속, 베록스쥐속, 프라오미스속, 에티오피아좁은머리쥐속 |

|          | 큰귀습지쥐족           |
|          |                        |
| 붉은쥐족 | 붉은쥐속, 류큐가시쥐속 |
|          | 붉은쥐속, 류큐가시쥐속 |

| 밀라르디아족 | 인도바위쥐속, 크럼프쥐속, 블랜포드쥐속, 밀라르디아속                                                                    |
|              | 인도바위쥐속, 크럼프쥐속, 블랜포드쥐속, 밀라르디아속                                                                    |
|              | \| \| 아프리카플라이쥐족(아프리카카루쥐속, 아프리카플라이쥐속, 휘파람쥐속) \| \| \| \| \| \| 아르비칸티스족 \| \| \| \| |
|              | |
|              | 아프리카플라이쥐족(아프리카카루쥐속, 아프리카플라이쥐속, 휘파람쥐속)                                                    |
|              | |
|              | 아르비칸티스족 |
|              | |

|  | 아프리카플라이쥐족(아프리카카루쥐속, 아프리카플라이쥐속, 휘파람쥐속) |
|  |                                                                      |
|  | 아르비칸티스족                                                       |
|  |                                                                      |

| 술라웨시가시쥐군 | 술라웨시가시쥐속, 가는뿌리쥐속, 술라웨시돼지코쥐속, 작은술라웨시땃쥐쥐속, 돼지코땃쥐쥐속, 서머술라웨시쥐속, 큰술라웨시땃쥐쥐속, 마마사물쥐속 |
|                  | 술라웨시가시쥐속, 가는뿌리쥐속, 술라웨시돼지코쥐속, 작은술라웨시땃쥐쥐속, 돼지코땃쥐쥐속, 서머술라웨시쥐속, 큰술라웨시땃쥐쥐속, 마마사물쥐속 |
|                  | \| 밀러드쥐군 \| 민도로나무타기쥐속, 페아나무쥐속, 밀러드쥐속, 긴꼬리자이언트쥐속, 흰배쥐속, 폴린석회암쥐속, 오히야쥐속, 다오반티엔석회암쥐속 \| \| \| 민도로나무타기쥐속, 페아나무쥐속, 밀러드쥐속, 긴꼬리자이언트쥐속, 흰배쥐속, 폴린석회암쥐속, 오히야쥐속, 다오반티엔석회암쥐속 \| \| 시궁쥐군 \| 루손넓은이빨쥐속, 반디쿠트쥐속, 흰이빨쥐속, 필리핀쥐속, 언덕쥐속, 류큐긴꼬리자이언트쥐속, 할마헤라쥐속, 소디나무쥐속, 코모도쥐속, 민다나오산악쥐속, 짧은꼬리반디쿠트쥐속, 스람쥐속, 팔라완부드러운털산악쥐속, 플로레스자이언트쥐속, 술라웨시자이언트쥐속, 플로레스긴코쥐속, 시궁쥐속, 자이언트순다쥐속, 셀레베스쥐속, 긴발쥐속, 루손짧은코쥐속 \| \| \| 루손넓은이빨쥐속, 반디쿠트쥐속, 흰이빨쥐속, 필리핀쥐속, 언덕쥐속, 류큐긴꼬리자이언트쥐속, 할마헤라쥐속, 소디나무쥐속, 코모도쥐속, 민다나오산악쥐속, 짧은꼬리반디쿠트쥐속, 스람쥐속, 팔라완부드러운털산악쥐속, 플로레스자이언트쥐속, 술라웨시자이언트쥐속, 플로레스긴코쥐속, 시궁쥐속, 자이언트순다쥐속, 셀레베스쥐속, 긴발쥐속, 루손짧은코쥐속 \| |
|                  | |
| 밀러드쥐군       | 민도로나무타기쥐속, 페아나무쥐속, 밀러드쥐속, 긴꼬리자이언트쥐속, 흰배쥐속, 폴린석회암쥐속, 오히야쥐속, 다오반티엔석회암쥐속 |
|                  | 민도로나무타기쥐속, 페아나무쥐속, 밀러드쥐속, 긴꼬리자이언트쥐속, 흰배쥐속, 폴린석회암쥐속, 오히야쥐속, 다오반티엔석회암쥐속 |
| 시궁쥐군         | 루손넓은이빨쥐속, 반디쿠트쥐속, 흰이빨쥐속, 필리핀쥐속, 언덕쥐속, 류큐긴꼬리자이언트쥐속, 할마헤라쥐속, 소디나무쥐속, 코모도쥐속, 민다나오산악쥐속, 짧은꼬리반디쿠트쥐속, 스람쥐속, 팔라완부드러운털산악쥐속, 플로레스자이언트쥐속, 술라웨시자이언트쥐속, 플로레스긴코쥐속, 시궁쥐속, 자이언트순다쥐속, 셀레베스쥐속, 긴발쥐속, 루손짧은코쥐속 |
|                  | 루손넓은이빨쥐속, 반디쿠트쥐속, 흰이빨쥐속, 필리핀쥐속, 언덕쥐속, 류큐긴꼬리자이언트쥐속, 할마헤라쥐속, 소디나무쥐속, 코모도쥐속, 민다나오산악쥐속, 짧은꼬리반디쿠트쥐속, 스람쥐속, 팔라완부드러운털산악쥐속, 플로레스자이언트쥐속, 술라웨시자이언트쥐속, 플로레스긴코쥐속, 시궁쥐속, 자이언트순다쥐속, 셀레베스쥐속, 긴발쥐속, 루손짧은코쥐속 |

| 밀러드쥐군 | 민도로나무타기쥐속, 페아나무쥐속, 밀러드쥐속, 긴꼬리자이언트쥐속, 흰배쥐속, 폴린석회암쥐속, 오히야쥐속, 다오반티엔석회암쥐속 |
|            | 민도로나무타기쥐속, 페아나무쥐속, 밀러드쥐속, 긴꼬리자이언트쥐속, 흰배쥐속, 폴린석회암쥐속, 오히야쥐속, 다오반티엔석회암쥐속 |
| 시궁쥐군   | 루손넓은이빨쥐속, 반디쿠트쥐속, 흰이빨쥐속, 필리핀쥐속, 언덕쥐속, 류큐긴꼬리자이언트쥐속, 할마헤라쥐속, 소디나무쥐속, 코모도쥐속, 민다나오산악쥐속, 짧은꼬리반디쿠트쥐속, 스람쥐속, 팔라완부드러운털산악쥐속, 플로레스자이언트쥐속, 술라웨시자이언트쥐속, 플로레스긴코쥐속, 시궁쥐속, 자이언트순다쥐속, 셀레베스쥐속, 긴발쥐속, 루손짧은코쥐속 |
|            | 루손넓은이빨쥐속, 반디쿠트쥐속, 흰이빨쥐속, 필리핀쥐속, 언덕쥐속, 류큐긴꼬리자이언트쥐속, 할마헤라쥐속, 소디나무쥐속, 코모도쥐속, 민다나오산악쥐속, 짧은꼬리반디쿠트쥐속, 스람쥐속, 팔라완부드러운털산악쥐속, 플로레스자이언트쥐속, 술라웨시자이언트쥐속, 플로레스긴코쥐속, 시궁쥐속, 자이언트순다쥐속, 셀레베스쥐속, 긴발쥐속, 루손짧은코쥐속 |

| 술라웨시가시쥐군 | 술라웨시가시쥐속, 가는뿌리쥐속, 술라웨시돼지코쥐속, 작은술라웨시땃쥐쥐속, 돼지코땃쥐쥐속, 서머술라웨시쥐속, 큰술라웨시땃쥐쥐속, 마마사물쥐속 |
|                  | 술라웨시가시쥐속, 가는뿌리쥐속, 술라웨시돼지코쥐속, 작은술라웨시땃쥐쥐속, 돼지코땃쥐쥐속, 서머술라웨시쥐속, 큰술라웨시땃쥐쥐속, 마마사물쥐속 |
|                  | \| 밀러드쥐군 \| 민도로나무타기쥐속, 페아나무쥐속, 밀러드쥐속, 긴꼬리자이언트쥐속, 흰배쥐속, 폴린석회암쥐속, 오히야쥐속, 다오반티엔석회암쥐속 \| \| \| 민도로나무타기쥐속, 페아나무쥐속, 밀러드쥐속, 긴꼬리자이언트쥐속, 흰배쥐속, 폴린석회암쥐속, 오히야쥐속, 다오반티엔석회암쥐속 \| \| 시궁쥐군 \| 루손넓은이빨쥐속, 반디쿠트쥐속, 흰이빨쥐속, 필리핀쥐속, 언덕쥐속, 류큐긴꼬리자이언트쥐속, 할마헤라쥐속, 소디나무쥐속, 코모도쥐속, 민다나오산악쥐속, 짧은꼬리반디쿠트쥐속, 스람쥐속, 팔라완부드러운털산악쥐속, 플로레스자이언트쥐속, 술라웨시자이언트쥐속, 플로레스긴코쥐속, 시궁쥐속, 자이언트순다쥐속, 셀레베스쥐속, 긴발쥐속, 루손짧은코쥐속 \| \| \| 루손넓은이빨쥐속, 반디쿠트쥐속, 흰이빨쥐속, 필리핀쥐속, 언덕쥐속, 류큐긴꼬리자이언트쥐속, 할마헤라쥐속, 소디나무쥐속, 코모도쥐속, 민다나오산악쥐속, 짧은꼬리반디쿠트쥐속, 스람쥐속, 팔라완부드러운털산악쥐속, 플로레스자이언트쥐속, 술라웨시자이언트쥐속, 플로레스긴코쥐속, 시궁쥐속, 자이언트순다쥐속, 셀레베스쥐속, 긴발쥐속, 루손짧은코쥐속 \| |
|                  | |
| 밀러드쥐군       | 민도로나무타기쥐속, 페아나무쥐속, 밀러드쥐속, 긴꼬리자이언트쥐속, 흰배쥐속, 폴린석회암쥐속, 오히야쥐속, 다오반티엔석회암쥐속 |
|                  | 민도로나무타기쥐속, 페아나무쥐속, 밀러드쥐속, 긴꼬리자이언트쥐속, 흰배쥐속, 폴린석회암쥐속, 오히야쥐속, 다오반티엔석회암쥐속 |
| 시궁쥐군         | 루손넓은이빨쥐속, 반디쿠트쥐속, 흰이빨쥐속, 필리핀쥐속, 언덕쥐속, 류큐긴꼬리자이언트쥐속, 할마헤라쥐속, 소디나무쥐속, 코모도쥐속, 민다나오산악쥐속, 짧은꼬리반디쿠트쥐속, 스람쥐속, 팔라완부드러운털산악쥐속, 플로레스자이언트쥐속, 술라웨시자이언트쥐속, 플로레스긴코쥐속, 시궁쥐속, 자이언트순다쥐속, 셀레베스쥐속, 긴발쥐속, 루손짧은코쥐속 |
|                  | 루손넓은이빨쥐속, 반디쿠트쥐속, 흰이빨쥐속, 필리핀쥐속, 언덕쥐속, 류큐긴꼬리자이언트쥐속, 할마헤라쥐속, 소디나무쥐속, 코모도쥐속, 민다나오산악쥐속, 짧은꼬리반디쿠트쥐속, 스람쥐속, 팔라완부드러운털산악쥐속, 플로레스자이언트쥐속, 술라웨시자이언트쥐속, 플로레스긴코쥐속, 시궁쥐속, 자이언트순다쥐속, 셀레베스쥐속, 긴발쥐속, 루손짧은코쥐속 |

| 밀러드쥐군 | 민도로나무타기쥐속, 페아나무쥐속, 밀러드쥐속, 긴꼬리자이언트쥐속, 흰배쥐속, 폴린석회암쥐속, 오히야쥐속, 다오반티엔석회암쥐속 |
|            | 민도로나무타기쥐속, 페아나무쥐속, 밀러드쥐속, 긴꼬리자이언트쥐속, 흰배쥐속, 폴린석회암쥐속, 오히야쥐속, 다오반티엔석회암쥐속 |
| 시궁쥐군   | 루손넓은이빨쥐속, 반디쿠트쥐속, 흰이빨쥐속, 필리핀쥐속, 언덕쥐속, 류큐긴꼬리자이언트쥐속, 할마헤라쥐속, 소디나무쥐속, 코모도쥐속, 민다나오산악쥐속, 짧은꼬리반디쿠트쥐속, 스람쥐속, 팔라완부드러운털산악쥐속, 플로레스자이언트쥐속, 술라웨시자이언트쥐속, 플로레스긴코쥐속, 시궁쥐속, 자이언트순다쥐속, 셀레베스쥐속, 긴발쥐속, 루손짧은코쥐속 |
|            | 루손넓은이빨쥐속, 반디쿠트쥐속, 흰이빨쥐속, 필리핀쥐속, 언덕쥐속, 류큐긴꼬리자이언트쥐속, 할마헤라쥐속, 소디나무쥐속, 코모도쥐속, 민다나오산악쥐속, 짧은꼬리반디쿠트쥐속, 스람쥐속, 팔라완부드러운털산악쥐속, 플로레스자이언트쥐속, 술라웨시자이언트쥐속, 플로레스긴코쥐속, 시궁쥐속, 자이언트순다쥐속, 셀레베스쥐속, 긴발쥐속, 루손짧은코쥐속 |

| 술라웨시가시쥐군 | 술라웨시가시쥐속, 가는뿌리쥐속, 술라웨시돼지코쥐속, 작은술라웨시땃쥐쥐속, 돼지코땃쥐쥐속, 서머술라웨시쥐속, 큰술라웨시땃쥐쥐속, 마마사물쥐속 |
|                  | 술라웨시가시쥐속, 가는뿌리쥐속, 술라웨시돼지코쥐속, 작은술라웨시땃쥐쥐속, 돼지코땃쥐쥐속, 서머술라웨시쥐속, 큰술라웨시땃쥐쥐속, 마마사물쥐속 |
|                  | \| 밀러드쥐군 \| 민도로나무타기쥐속, 페아나무쥐속, 밀러드쥐속, 긴꼬리자이언트쥐속, 흰배쥐속, 폴린석회암쥐속, 오히야쥐속, 다오반티엔석회암쥐속 \| \| \| 민도로나무타기쥐속, 페아나무쥐속, 밀러드쥐속, 긴꼬리자이언트쥐속, 흰배쥐속, 폴린석회암쥐속, 오히야쥐속, 다오반티엔석회암쥐속 \| \| 시궁쥐군 \| 루손넓은이빨쥐속, 반디쿠트쥐속, 흰이빨쥐속, 필리핀쥐속, 언덕쥐속, 류큐긴꼬리자이언트쥐속, 할마헤라쥐속, 소디나무쥐속, 코모도쥐속, 민다나오산악쥐속, 짧은꼬리반디쿠트쥐속, 스람쥐속, 팔라완부드러운털산악쥐속, 플로레스자이언트쥐속, 술라웨시자이언트쥐속, 플로레스긴코쥐속, 시궁쥐속, 자이언트순다쥐속, 셀레베스쥐속, 긴발쥐속, 루손짧은코쥐속 \| \| \| 루손넓은이빨쥐속, 반디쿠트쥐속, 흰이빨쥐속, 필리핀쥐속, 언덕쥐속, 류큐긴꼬리자이언트쥐속, 할마헤라쥐속, 소디나무쥐속, 코모도쥐속, 민다나오산악쥐속, 짧은꼬리반디쿠트쥐속, 스람쥐속, 팔라완부드러운털산악쥐속, 플로레스자이언트쥐속, 술라웨시자이언트쥐속, 플로레스긴코쥐속, 시궁쥐속, 자이언트순다쥐속, 셀레베스쥐속, 긴발쥐속, 루손짧은코쥐속 \| |
|                  | |
| 밀러드쥐군       | 민도로나무타기쥐속, 페아나무쥐속, 밀러드쥐속, 긴꼬리자이언트쥐속, 흰배쥐속, 폴린석회암쥐속, 오히야쥐속, 다오반티엔석회암쥐속 |
|                  | 민도로나무타기쥐속, 페아나무쥐속, 밀러드쥐속, 긴꼬리자이언트쥐속, 흰배쥐속, 폴린석회암쥐속, 오히야쥐속, 다오반티엔석회암쥐속 |
| 시궁쥐군         | 루손넓은이빨쥐속, 반디쿠트쥐속, 흰이빨쥐속, 필리핀쥐속, 언덕쥐속, 류큐긴꼬리자이언트쥐속, 할마헤라쥐속, 소디나무쥐속, 코모도쥐속, 민다나오산악쥐속, 짧은꼬리반디쿠트쥐속, 스람쥐속, 팔라완부드러운털산악쥐속, 플로레스자이언트쥐속, 술라웨시자이언트쥐속, 플로레스긴코쥐속, 시궁쥐속, 자이언트순다쥐속, 셀레베스쥐속, 긴발쥐속, 루손짧은코쥐속 |
|                  | 루손넓은이빨쥐속, 반디쿠트쥐속, 흰이빨쥐속, 필리핀쥐속, 언덕쥐속, 류큐긴꼬리자이언트쥐속, 할마헤라쥐속, 소디나무쥐속, 코모도쥐속, 민다나오산악쥐속, 짧은꼬리반디쿠트쥐속, 스람쥐속, 팔라완부드러운털산악쥐속, 플로레스자이언트쥐속, 술라웨시자이언트쥐속, 플로레스긴코쥐속, 시궁쥐속, 자이언트순다쥐속, 셀레베스쥐속, 긴발쥐속, 루손짧은코쥐속 |

| 밀러드쥐군 | 민도로나무타기쥐속, 페아나무쥐속, 밀러드쥐속, 긴꼬리자이언트쥐속, 흰배쥐속, 폴린석회암쥐속, 오히야쥐속, 다오반티엔석회암쥐속 |
|            | 민도로나무타기쥐속, 페아나무쥐속, 밀러드쥐속, 긴꼬리자이언트쥐속, 흰배쥐속, 폴린석회암쥐속, 오히야쥐속, 다오반티엔석회암쥐속 |
| 시궁쥐군   | 루손넓은이빨쥐속, 반디쿠트쥐속, 흰이빨쥐속, 필리핀쥐속, 언덕쥐속, 류큐긴꼬리자이언트쥐속, 할마헤라쥐속, 소디나무쥐속, 코모도쥐속, 민다나오산악쥐속, 짧은꼬리반디쿠트쥐속, 스람쥐속, 팔라완부드러운털산악쥐속, 플로레스자이언트쥐속, 술라웨시자이언트쥐속, 플로레스긴코쥐속, 시궁쥐속, 자이언트순다쥐속, 셀레베스쥐속, 긴발쥐속, 루손짧은코쥐속 |
|            | 루손넓은이빨쥐속, 반디쿠트쥐속, 흰이빨쥐속, 필리핀쥐속, 언덕쥐속, 류큐긴꼬리자이언트쥐속, 할마헤라쥐속, 소디나무쥐속, 코모도쥐속, 민다나오산악쥐속, 짧은꼬리반디쿠트쥐속, 스람쥐속, 팔라완부드러운털산악쥐속, 플로레스자이언트쥐속, 술라웨시자이언트쥐속, 플로레스긴코쥐속, 시궁쥐속, 자이언트순다쥐속, 셀레베스쥐속, 긴발쥐속, 루손짧은코쥐속 |

| 술라웨시가시쥐군 | 술라웨시가시쥐속, 가는뿌리쥐속, 술라웨시돼지코쥐속, 작은술라웨시땃쥐쥐속, 돼지코땃쥐쥐속, 서머술라웨시쥐속, 큰술라웨시땃쥐쥐속, 마마사물쥐속 |
|                  | 술라웨시가시쥐속, 가는뿌리쥐속, 술라웨시돼지코쥐속, 작은술라웨시땃쥐쥐속, 돼지코땃쥐쥐속, 서머술라웨시쥐속, 큰술라웨시땃쥐쥐속, 마마사물쥐속 |
|                  | \| 밀러드쥐군 \| 민도로나무타기쥐속, 페아나무쥐속, 밀러드쥐속, 긴꼬리자이언트쥐속, 흰배쥐속, 폴린석회암쥐속, 오히야쥐속, 다오반티엔석회암쥐속 \| \| \| 민도로나무타기쥐속, 페아나무쥐속, 밀러드쥐속, 긴꼬리자이언트쥐속, 흰배쥐속, 폴린석회암쥐속, 오히야쥐속, 다오반티엔석회암쥐속 \| \| 시궁쥐군 \| 루손넓은이빨쥐속, 반디쿠트쥐속, 흰이빨쥐속, 필리핀쥐속, 언덕쥐속, 류큐긴꼬리자이언트쥐속, 할마헤라쥐속, 소디나무쥐속, 코모도쥐속, 민다나오산악쥐속, 짧은꼬리반디쿠트쥐속, 스람쥐속, 팔라완부드러운털산악쥐속, 플로레스자이언트쥐속, 술라웨시자이언트쥐속, 플로레스긴코쥐속, 시궁쥐속, 자이언트순다쥐속, 셀레베스쥐속, 긴발쥐속, 루손짧은코쥐속 \| \| \| 루손넓은이빨쥐속, 반디쿠트쥐속, 흰이빨쥐속, 필리핀쥐속, 언덕쥐속, 류큐긴꼬리자이언트쥐속, 할마헤라쥐속, 소디나무쥐속, 코모도쥐속, 민다나오산악쥐속, 짧은꼬리반디쿠트쥐속, 스람쥐속, 팔라완부드러운털산악쥐속, 플로레스자이언트쥐속, 술라웨시자이언트쥐속, 플로레스긴코쥐속, 시궁쥐속, 자이언트순다쥐속, 셀레베스쥐속, 긴발쥐속, 루손짧은코쥐속 \| |
|                  | |
| 밀러드쥐군       | 민도로나무타기쥐속, 페아나무쥐속, 밀러드쥐속, 긴꼬리자이언트쥐속, 흰배쥐속, 폴린석회암쥐속, 오히야쥐속, 다오반티엔석회암쥐속 |
|                  | 민도로나무타기쥐속, 페아나무쥐속, 밀러드쥐속, 긴꼬리자이언트쥐속, 흰배쥐속, 폴린석회암쥐속, 오히야쥐속, 다오반티엔석회암쥐속 |
| 시궁쥐군         | 루손넓은이빨쥐속, 반디쿠트쥐속, 흰이빨쥐속, 필리핀쥐속, 언덕쥐속, 류큐긴꼬리자이언트쥐속, 할마헤라쥐속, 소디나무쥐속, 코모도쥐속, 민다나오산악쥐속, 짧은꼬리반디쿠트쥐속, 스람쥐속, 팔라완부드러운털산악쥐속, 플로레스자이언트쥐속, 술라웨시자이언트쥐속, 플로레스긴코쥐속, 시궁쥐속, 자이언트순다쥐속, 셀레베스쥐속, 긴발쥐속, 루손짧은코쥐속 |
|                  | 루손넓은이빨쥐속, 반디쿠트쥐속, 흰이빨쥐속, 필리핀쥐속, 언덕쥐속, 류큐긴꼬리자이언트쥐속, 할마헤라쥐속, 소디나무쥐속, 코모도쥐속, 민다나오산악쥐속, 짧은꼬리반디쿠트쥐속, 스람쥐속, 팔라완부드러운털산악쥐속, 플로레스자이언트쥐속, 술라웨시자이언트쥐속, 플로레스긴코쥐속, 시궁쥐속, 자이언트순다쥐속, 셀레베스쥐속, 긴발쥐속, 루손짧은코쥐속 |

| 밀러드쥐군 | 민도로나무타기쥐속, 페아나무쥐속, 밀러드쥐속, 긴꼬리자이언트쥐속, 흰배쥐속, 폴린석회암쥐속, 오히야쥐속, 다오반티엔석회암쥐속 |
|            | 민도로나무타기쥐속, 페아나무쥐속, 밀러드쥐속, 긴꼬리자이언트쥐속, 흰배쥐속, 폴린석회암쥐속, 오히야쥐속, 다오반티엔석회암쥐속 |
| 시궁쥐군   | 루손넓은이빨쥐속, 반디쿠트쥐속, 흰이빨쥐속, 필리핀쥐속, 언덕쥐속, 류큐긴꼬리자이언트쥐속, 할마헤라쥐속, 소디나무쥐속, 코모도쥐속, 민다나오산악쥐속, 짧은꼬리반디쿠트쥐속, 스람쥐속, 팔라완부드러운털산악쥐속, 플로레스자이언트쥐속, 술라웨시자이언트쥐속, 플로레스긴코쥐속, 시궁쥐속, 자이언트순다쥐속, 셀레베스쥐속, 긴발쥐속, 루손짧은코쥐속 |
|            | 루손넓은이빨쥐속, 반디쿠트쥐속, 흰이빨쥐속, 필리핀쥐속, 언덕쥐속, 류큐긴꼬리자이언트쥐속, 할마헤라쥐속, 소디나무쥐속, 코모도쥐속, 민다나오산악쥐속, 짧은꼬리반디쿠트쥐속, 스람쥐속, 팔라완부드러운털산악쥐속, 플로레스자이언트쥐속, 술라웨시자이언트쥐속, 플로레스긴코쥐속, 시궁쥐속, 자이언트순다쥐속, 셀레베스쥐속, 긴발쥐속, 루손짧은코쥐속 |

|                        | 쥐족(에티오피아등줄쥐속, 생쥐속) |
|                        | |
| 프라오미스족           | \| 아프리카물쥐군 \| 아프리카물쥐속, 에티오피아물쥐속, 넓은머리쥐속 \| \| \| 아프리카물쥐속, 에티오피아물쥐속, 넓은머리쥐속 \| \| 에티오피아좁은머리쥐군 \| 아프리카검은쥐속, 아프리카숲쥐속, 다유방쥐속, 베록스쥐속, 프라오미스속, 에티오피아좁은머리쥐속 \| \| \| 아프리카검은쥐속, 아프리카숲쥐속, 다유방쥐속, 베록스쥐속, 프라오미스속, 에티오피아좁은머리쥐속 \| |
|                        | \| 아프리카물쥐군 \| 아프리카물쥐속, 에티오피아물쥐속, 넓은머리쥐속 \| \| \| 아프리카물쥐속, 에티오피아물쥐속, 넓은머리쥐속 \| \| 에티오피아좁은머리쥐군 \| 아프리카검은쥐속, 아프리카숲쥐속, 다유방쥐속, 베록스쥐속, 프라오미스속, 에티오피아좁은머리쥐속 \| \| \| 아프리카검은쥐속, 아프리카숲쥐속, 다유방쥐속, 베록스쥐속, 프라오미스속, 에티오피아좁은머리쥐속 \| |
| 아프리카물쥐군         | 아프리카물쥐속, 에티오피아물쥐속, 넓은머리쥐속 |
|                        | 아프리카물쥐속, 에티오피아물쥐속, 넓은머리쥐속 |
| 에티오피아좁은머리쥐군 | 아프리카검은쥐속, 아프리카숲쥐속, 다유방쥐속, 베록스쥐속, 프라오미스속, 에티오피아좁은머리쥐속 |
|                        | 아프리카검은쥐속, 아프리카숲쥐속, 다유방쥐속, 베록스쥐속, 프라오미스속, 에티오피아좁은머리쥐속 |

| 아프리카물쥐군         | 아프리카물쥐속, 에티오피아물쥐속, 넓은머리쥐속                                                 |
|                        | 아프리카물쥐속, 에티오피아물쥐속, 넓은머리쥐속                                                 |
| 에티오피아좁은머리쥐군 | 아프리카검은쥐속, 아프리카숲쥐속, 다유방쥐속, 베록스쥐속, 프라오미스속, 에티오피아좁은머리쥐속 |
|                        | 아프리카검은쥐속, 아프리카숲쥐속, 다유방쥐속, 베록스쥐속, 프라오미스속, 에티오피아좁은머리쥐속 |

|          | 큰귀습지쥐족           |
|          |                        |
| 붉은쥐족 | 붉은쥐속, 류큐가시쥐속 |
|          | 붉은쥐속, 류큐가시쥐속 |

|                        | 쥐족(에티오피아등줄쥐속, 생쥐속) |
|                        | |
| 프라오미스족           | \| 아프리카물쥐군 \| 아프리카물쥐속, 에티오피아물쥐속, 넓은머리쥐속 \| \| \| 아프리카물쥐속, 에티오피아물쥐속, 넓은머리쥐속 \| \| 에티오피아좁은머리쥐군 \| 아프리카검은쥐속, 아프리카숲쥐속, 다유방쥐속, 베록스쥐속, 프라오미스속, 에티오피아좁은머리쥐속 \| \| \| 아프리카검은쥐속, 아프리카숲쥐속, 다유방쥐속, 베록스쥐속, 프라오미스속, 에티오피아좁은머리쥐속 \| |
|                        | \| 아프리카물쥐군 \| 아프리카물쥐속, 에티오피아물쥐속, 넓은머리쥐속 \| \| \| 아프리카물쥐속, 에티오피아물쥐속, 넓은머리쥐속 \| \| 에티오피아좁은머리쥐군 \| 아프리카검은쥐속, 아프리카숲쥐속, 다유방쥐속, 베록스쥐속, 프라오미스속, 에티오피아좁은머리쥐속 \| \| \| 아프리카검은쥐속, 아프리카숲쥐속, 다유방쥐속, 베록스쥐속, 프라오미스속, 에티오피아좁은머리쥐속 \| |
| 아프리카물쥐군         | 아프리카물쥐속, 에티오피아물쥐속, 넓은머리쥐속 |
|                        | 아프리카물쥐속, 에티오피아물쥐속, 넓은머리쥐속 |
| 에티오피아좁은머리쥐군 | 아프리카검은쥐속, 아프리카숲쥐속, 다유방쥐속, 베록스쥐속, 프라오미스속, 에티오피아좁은머리쥐속 |
|                        | 아프리카검은쥐속, 아프리카숲쥐속, 다유방쥐속, 베록스쥐속, 프라오미스속, 에티오피아좁은머리쥐속 |

| 아프리카물쥐군         | 아프리카물쥐속, 에티오피아물쥐속, 넓은머리쥐속                                                 |
|                        | 아프리카물쥐속, 에티오피아물쥐속, 넓은머리쥐속                                                 |
| 에티오피아좁은머리쥐군 | 아프리카검은쥐속, 아프리카숲쥐속, 다유방쥐속, 베록스쥐속, 프라오미스속, 에티오피아좁은머리쥐속 |
|                        | 아프리카검은쥐속, 아프리카숲쥐속, 다유방쥐속, 베록스쥐속, 프라오미스속, 에티오피아좁은머리쥐속 |

|          | 큰귀습지쥐족           |
|          |                        |
| 붉은쥐족 | 붉은쥐속, 류큐가시쥐속 |
|          | 붉은쥐속, 류큐가시쥐속 |

| 밀라르디아족 | 인도바위쥐속, 크럼프쥐속, 블랜포드쥐속, 밀라르디아속                                                                    |
|              | 인도바위쥐속, 크럼프쥐속, 블랜포드쥐속, 밀라르디아속                                                                    |
|              | \| \| 아프리카플라이쥐족(아프리카카루쥐속, 아프리카플라이쥐속, 휘파람쥐속) \| \| \| \| \| \| 아르비칸티스족 \| \| \| \| |
|              | |
|              | 아프리카플라이쥐족(아프리카카루쥐속, 아프리카플라이쥐속, 휘파람쥐속)                                                    |
|              | |
|              | 아르비칸티스족 |
|              | |

|  | 아프리카플라이쥐족(아프리카카루쥐속, 아프리카플라이쥐속, 휘파람쥐속) |
|  |                                                                      |
|  | 아르비칸티스족                                                       |
|  |                                                                      |

|                        | 쥐족(에티오피아등줄쥐속, 생쥐속) |
|                        | |
| 프라오미스족           | \| 아프리카물쥐군 \| 아프리카물쥐속, 에티오피아물쥐속, 넓은머리쥐속 \| \| \| 아프리카물쥐속, 에티오피아물쥐속, 넓은머리쥐속 \| \| 에티오피아좁은머리쥐군 \| 아프리카검은쥐속, 아프리카숲쥐속, 다유방쥐속, 베록스쥐속, 프라오미스속, 에티오피아좁은머리쥐속 \| \| \| 아프리카검은쥐속, 아프리카숲쥐속, 다유방쥐속, 베록스쥐속, 프라오미스속, 에티오피아좁은머리쥐속 \| |
|                        | \| 아프리카물쥐군 \| 아프리카물쥐속, 에티오피아물쥐속, 넓은머리쥐속 \| \| \| 아프리카물쥐속, 에티오피아물쥐속, 넓은머리쥐속 \| \| 에티오피아좁은머리쥐군 \| 아프리카검은쥐속, 아프리카숲쥐속, 다유방쥐속, 베록스쥐속, 프라오미스속, 에티오피아좁은머리쥐속 \| \| \| 아프리카검은쥐속, 아프리카숲쥐속, 다유방쥐속, 베록스쥐속, 프라오미스속, 에티오피아좁은머리쥐속 \| |
| 아프리카물쥐군         | 아프리카물쥐속, 에티오피아물쥐속, 넓은머리쥐속 |
|                        | 아프리카물쥐속, 에티오피아물쥐속, 넓은머리쥐속 |
| 에티오피아좁은머리쥐군 | 아프리카검은쥐속, 아프리카숲쥐속, 다유방쥐속, 베록스쥐속, 프라오미스속, 에티오피아좁은머리쥐속 |
|                        | 아프리카검은쥐속, 아프리카숲쥐속, 다유방쥐속, 베록스쥐속, 프라오미스속, 에티오피아좁은머리쥐속 |

| 아프리카물쥐군         | 아프리카물쥐속, 에티오피아물쥐속, 넓은머리쥐속                                                 |
|                        | 아프리카물쥐속, 에티오피아물쥐속, 넓은머리쥐속                                                 |
| 에티오피아좁은머리쥐군 | 아프리카검은쥐속, 아프리카숲쥐속, 다유방쥐속, 베록스쥐속, 프라오미스속, 에티오피아좁은머리쥐속 |
|                        | 아프리카검은쥐속, 아프리카숲쥐속, 다유방쥐속, 베록스쥐속, 프라오미스속, 에티오피아좁은머리쥐속 |

|          | 큰귀습지쥐족           |
|          |                        |
| 붉은쥐족 | 붉은쥐속, 류큐가시쥐속 |
|          | 붉은쥐속, 류큐가시쥐속 |

|                        | 쥐족(에티오피아등줄쥐속, 생쥐속) |
|                        | |
| 프라오미스족           | \| 아프리카물쥐군 \| 아프리카물쥐속, 에티오피아물쥐속, 넓은머리쥐속 \| \| \| 아프리카물쥐속, 에티오피아물쥐속, 넓은머리쥐속 \| \| 에티오피아좁은머리쥐군 \| 아프리카검은쥐속, 아프리카숲쥐속, 다유방쥐속, 베록스쥐속, 프라오미스속, 에티오피아좁은머리쥐속 \| \| \| 아프리카검은쥐속, 아프리카숲쥐속, 다유방쥐속, 베록스쥐속, 프라오미스속, 에티오피아좁은머리쥐속 \| |
|                        | \| 아프리카물쥐군 \| 아프리카물쥐속, 에티오피아물쥐속, 넓은머리쥐속 \| \| \| 아프리카물쥐속, 에티오피아물쥐속, 넓은머리쥐속 \| \| 에티오피아좁은머리쥐군 \| 아프리카검은쥐속, 아프리카숲쥐속, 다유방쥐속, 베록스쥐속, 프라오미스속, 에티오피아좁은머리쥐속 \| \| \| 아프리카검은쥐속, 아프리카숲쥐속, 다유방쥐속, 베록스쥐속, 프라오미스속, 에티오피아좁은머리쥐속 \| |
| 아프리카물쥐군         | 아프리카물쥐속, 에티오피아물쥐속, 넓은머리쥐속 |
|                        | 아프리카물쥐속, 에티오피아물쥐속, 넓은머리쥐속 |
| 에티오피아좁은머리쥐군 | 아프리카검은쥐속, 아프리카숲쥐속, 다유방쥐속, 베록스쥐속, 프라오미스속, 에티오피아좁은머리쥐속 |
|                        | 아프리카검은쥐속, 아프리카숲쥐속, 다유방쥐속, 베록스쥐속, 프라오미스속, 에티오피아좁은머리쥐속 |

| 아프리카물쥐군         | 아프리카물쥐속, 에티오피아물쥐속, 넓은머리쥐속                                                 |
|                        | 아프리카물쥐속, 에티오피아물쥐속, 넓은머리쥐속                                                 |
| 에티오피아좁은머리쥐군 | 아프리카검은쥐속, 아프리카숲쥐속, 다유방쥐속, 베록스쥐속, 프라오미스속, 에티오피아좁은머리쥐속 |
|                        | 아프리카검은쥐속, 아프리카숲쥐속, 다유방쥐속, 베록스쥐속, 프라오미스속, 에티오피아좁은머리쥐속 |

|          | 큰귀습지쥐족           |
|          |                        |
| 붉은쥐족 | 붉은쥐속, 류큐가시쥐속 |
|          | 붉은쥐속, 류큐가시쥐속 |

| 밀라르디아족 | 인도바위쥐속, 크럼프쥐속, 블랜포드쥐속, 밀라르디아속                                                                    |
|              | 인도바위쥐속, 크럼프쥐속, 블랜포드쥐속, 밀라르디아속                                                                    |
|              | \| \| 아프리카플라이쥐족(아프리카카루쥐속, 아프리카플라이쥐속, 휘파람쥐속) \| \| \| \| \| \| 아르비칸티스족 \| \| \| \| |
|              | |
|              | 아프리카플라이쥐족(아프리카카루쥐속, 아프리카플라이쥐속, 휘파람쥐속)                                                    |
|              | |
|              | 아르비칸티스족 |
|              | |

|  | 아프리카플라이쥐족(아프리카카루쥐속, 아프리카플라이쥐속, 휘파람쥐속) |
|  |                                                                      |
|  | 아르비칸티스족                                                       |
|  |                                                                      |

|                        | 쥐족(에티오피아등줄쥐속, 생쥐속) |
|                        | |
| 프라오미스족           | \| 아프리카물쥐군 \| 아프리카물쥐속, 에티오피아물쥐속, 넓은머리쥐속 \| \| \| 아프리카물쥐속, 에티오피아물쥐속, 넓은머리쥐속 \| \| 에티오피아좁은머리쥐군 \| 아프리카검은쥐속, 아프리카숲쥐속, 다유방쥐속, 베록스쥐속, 프라오미스속, 에티오피아좁은머리쥐속 \| \| \| 아프리카검은쥐속, 아프리카숲쥐속, 다유방쥐속, 베록스쥐속, 프라오미스속, 에티오피아좁은머리쥐속 \| |
|                        | \| 아프리카물쥐군 \| 아프리카물쥐속, 에티오피아물쥐속, 넓은머리쥐속 \| \| \| 아프리카물쥐속, 에티오피아물쥐속, 넓은머리쥐속 \| \| 에티오피아좁은머리쥐군 \| 아프리카검은쥐속, 아프리카숲쥐속, 다유방쥐속, 베록스쥐속, 프라오미스속, 에티오피아좁은머리쥐속 \| \| \| 아프리카검은쥐속, 아프리카숲쥐속, 다유방쥐속, 베록스쥐속, 프라오미스속, 에티오피아좁은머리쥐속 \| |
| 아프리카물쥐군         | 아프리카물쥐속, 에티오피아물쥐속, 넓은머리쥐속 |
|                        | 아프리카물쥐속, 에티오피아물쥐속, 넓은머리쥐속 |
| 에티오피아좁은머리쥐군 | 아프리카검은쥐속, 아프리카숲쥐속, 다유방쥐속, 베록스쥐속, 프라오미스속, 에티오피아좁은머리쥐속 |
|                        | 아프리카검은쥐속, 아프리카숲쥐속, 다유방쥐속, 베록스쥐속, 프라오미스속, 에티오피아좁은머리쥐속 |

| 아프리카물쥐군         | 아프리카물쥐속, 에티오피아물쥐속, 넓은머리쥐속                                                 |
|                        | 아프리카물쥐속, 에티오피아물쥐속, 넓은머리쥐속                                                 |
| 에티오피아좁은머리쥐군 | 아프리카검은쥐속, 아프리카숲쥐속, 다유방쥐속, 베록스쥐속, 프라오미스속, 에티오피아좁은머리쥐속 |
|                        | 아프리카검은쥐속, 아프리카숲쥐속, 다유방쥐속, 베록스쥐속, 프라오미스속, 에티오피아좁은머리쥐속 |

|          | 큰귀습지쥐족           |
|          |                        |
| 붉은쥐족 | 붉은쥐속, 류큐가시쥐속 |
|          | 붉은쥐속, 류큐가시쥐속 |

|                        | 쥐족(에티오피아등줄쥐속, 생쥐속) |
|                        | |
| 프라오미스족           | \| 아프리카물쥐군 \| 아프리카물쥐속, 에티오피아물쥐속, 넓은머리쥐속 \| \| \| 아프리카물쥐속, 에티오피아물쥐속, 넓은머리쥐속 \| \| 에티오피아좁은머리쥐군 \| 아프리카검은쥐속, 아프리카숲쥐속, 다유방쥐속, 베록스쥐속, 프라오미스속, 에티오피아좁은머리쥐속 \| \| \| 아프리카검은쥐속, 아프리카숲쥐속, 다유방쥐속, 베록스쥐속, 프라오미스속, 에티오피아좁은머리쥐속 \| |
|                        | \| 아프리카물쥐군 \| 아프리카물쥐속, 에티오피아물쥐속, 넓은머리쥐속 \| \| \| 아프리카물쥐속, 에티오피아물쥐속, 넓은머리쥐속 \| \| 에티오피아좁은머리쥐군 \| 아프리카검은쥐속, 아프리카숲쥐속, 다유방쥐속, 베록스쥐속, 프라오미스속, 에티오피아좁은머리쥐속 \| \| \| 아프리카검은쥐속, 아프리카숲쥐속, 다유방쥐속, 베록스쥐속, 프라오미스속, 에티오피아좁은머리쥐속 \| |
| 아프리카물쥐군         | 아프리카물쥐속, 에티오피아물쥐속, 넓은머리쥐속 |
|                        | 아프리카물쥐속, 에티오피아물쥐속, 넓은머리쥐속 |
| 에티오피아좁은머리쥐군 | 아프리카검은쥐속, 아프리카숲쥐속, 다유방쥐속, 베록스쥐속, 프라오미스속, 에티오피아좁은머리쥐속 |
|                        | 아프리카검은쥐속, 아프리카숲쥐속, 다유방쥐속, 베록스쥐속, 프라오미스속, 에티오피아좁은머리쥐속 |

| 아프리카물쥐군         | 아프리카물쥐속, 에티오피아물쥐속, 넓은머리쥐속                                                 |
|                        | 아프리카물쥐속, 에티오피아물쥐속, 넓은머리쥐속                                                 |
| 에티오피아좁은머리쥐군 | 아프리카검은쥐속, 아프리카숲쥐속, 다유방쥐속, 베록스쥐속, 프라오미스속, 에티오피아좁은머리쥐속 |
|                        | 아프리카검은쥐속, 아프리카숲쥐속, 다유방쥐속, 베록스쥐속, 프라오미스속, 에티오피아좁은머리쥐속 |

|          | 큰귀습지쥐족           |
|          |                        |
| 붉은쥐족 | 붉은쥐속, 류큐가시쥐속 |
|          | 붉은쥐속, 류큐가시쥐속 |

| 밀라르디아족 | 인도바위쥐속, 크럼프쥐속, 블랜포드쥐속, 밀라르디아속                                                                    |
|              | 인도바위쥐속, 크럼프쥐속, 블랜포드쥐속, 밀라르디아속                                                                    |
|              | \| \| 아프리카플라이쥐족(아프리카카루쥐속, 아프리카플라이쥐속, 휘파람쥐속) \| \| \| \| \| \| 아르비칸티스족 \| \| \| \| |
|              | |
|              | 아프리카플라이쥐족(아프리카카루쥐속, 아프리카플라이쥐속, 휘파람쥐속)                                                    |
|              | |
|              | 아르비칸티스족 |
|              | |

|  | 아프리카플라이쥐족(아프리카카루쥐속, 아프리카플라이쥐속, 휘파람쥐속) |
|  |                                                                      |
|  | 아르비칸티스족                                                       |
|  |                                                                      |

|                        | 쥐족(에티오피아등줄쥐속, 생쥐속) |
|                        | |
| 프라오미스족           | \| 아프리카물쥐군 \| 아프리카물쥐속, 에티오피아물쥐속, 넓은머리쥐속 \| \| \| 아프리카물쥐속, 에티오피아물쥐속, 넓은머리쥐속 \| \| 에티오피아좁은머리쥐군 \| 아프리카검은쥐속, 아프리카숲쥐속, 다유방쥐속, 베록스쥐속, 프라오미스속, 에티오피아좁은머리쥐속 \| \| \| 아프리카검은쥐속, 아프리카숲쥐속, 다유방쥐속, 베록스쥐속, 프라오미스속, 에티오피아좁은머리쥐속 \| |
|                        | \| 아프리카물쥐군 \| 아프리카물쥐속, 에티오피아물쥐속, 넓은머리쥐속 \| \| \| 아프리카물쥐속, 에티오피아물쥐속, 넓은머리쥐속 \| \| 에티오피아좁은머리쥐군 \| 아프리카검은쥐속, 아프리카숲쥐속, 다유방쥐속, 베록스쥐속, 프라오미스속, 에티오피아좁은머리쥐속 \| \| \| 아프리카검은쥐속, 아프리카숲쥐속, 다유방쥐속, 베록스쥐속, 프라오미스속, 에티오피아좁은머리쥐속 \| |
| 아프리카물쥐군         | 아프리카물쥐속, 에티오피아물쥐속, 넓은머리쥐속 |
|                        | 아프리카물쥐속, 에티오피아물쥐속, 넓은머리쥐속 |
| 에티오피아좁은머리쥐군 | 아프리카검은쥐속, 아프리카숲쥐속, 다유방쥐속, 베록스쥐속, 프라오미스속, 에티오피아좁은머리쥐속 |
|                        | 아프리카검은쥐속, 아프리카숲쥐속, 다유방쥐속, 베록스쥐속, 프라오미스속, 에티오피아좁은머리쥐속 |

| 아프리카물쥐군         | 아프리카물쥐속, 에티오피아물쥐속, 넓은머리쥐속                                                 |
|                        | 아프리카물쥐속, 에티오피아물쥐속, 넓은머리쥐속                                                 |
| 에티오피아좁은머리쥐군 | 아프리카검은쥐속, 아프리카숲쥐속, 다유방쥐속, 베록스쥐속, 프라오미스속, 에티오피아좁은머리쥐속 |
|                        | 아프리카검은쥐속, 아프리카숲쥐속, 다유방쥐속, 베록스쥐속, 프라오미스속, 에티오피아좁은머리쥐속 |

|          | 큰귀습지쥐족           |
|          |                        |
| 붉은쥐족 | 붉은쥐속, 류큐가시쥐속 |
|          | 붉은쥐속, 류큐가시쥐속 |

|                        | 쥐족(에티오피아등줄쥐속, 생쥐속) |
|                        | |
| 프라오미스족           | \| 아프리카물쥐군 \| 아프리카물쥐속, 에티오피아물쥐속, 넓은머리쥐속 \| \| \| 아프리카물쥐속, 에티오피아물쥐속, 넓은머리쥐속 \| \| 에티오피아좁은머리쥐군 \| 아프리카검은쥐속, 아프리카숲쥐속, 다유방쥐속, 베록스쥐속, 프라오미스속, 에티오피아좁은머리쥐속 \| \| \| 아프리카검은쥐속, 아프리카숲쥐속, 다유방쥐속, 베록스쥐속, 프라오미스속, 에티오피아좁은머리쥐속 \| |
|                        | \| 아프리카물쥐군 \| 아프리카물쥐속, 에티오피아물쥐속, 넓은머리쥐속 \| \| \| 아프리카물쥐속, 에티오피아물쥐속, 넓은머리쥐속 \| \| 에티오피아좁은머리쥐군 \| 아프리카검은쥐속, 아프리카숲쥐속, 다유방쥐속, 베록스쥐속, 프라오미스속, 에티오피아좁은머리쥐속 \| \| \| 아프리카검은쥐속, 아프리카숲쥐속, 다유방쥐속, 베록스쥐속, 프라오미스속, 에티오피아좁은머리쥐속 \| |
| 아프리카물쥐군         | 아프리카물쥐속, 에티오피아물쥐속, 넓은머리쥐속 |
|                        | 아프리카물쥐속, 에티오피아물쥐속, 넓은머리쥐속 |
| 에티오피아좁은머리쥐군 | 아프리카검은쥐속, 아프리카숲쥐속, 다유방쥐속, 베록스쥐속, 프라오미스속, 에티오피아좁은머리쥐속 |
|                        | 아프리카검은쥐속, 아프리카숲쥐속, 다유방쥐속, 베록스쥐속, 프라오미스속, 에티오피아좁은머리쥐속 |

| 아프리카물쥐군         | 아프리카물쥐속, 에티오피아물쥐속, 넓은머리쥐속                                                 |
|                        | 아프리카물쥐속, 에티오피아물쥐속, 넓은머리쥐속                                                 |
| 에티오피아좁은머리쥐군 | 아프리카검은쥐속, 아프리카숲쥐속, 다유방쥐속, 베록스쥐속, 프라오미스속, 에티오피아좁은머리쥐속 |
|                        | 아프리카검은쥐속, 아프리카숲쥐속, 다유방쥐속, 베록스쥐속, 프라오미스속, 에티오피아좁은머리쥐속 |

|          | 큰귀습지쥐족           |
|          |                        |
| 붉은쥐족 | 붉은쥐속, 류큐가시쥐속 |
|          | 붉은쥐속, 류큐가시쥐속 |

| 밀라르디아족 | 인도바위쥐속, 크럼프쥐속, 블랜포드쥐속, 밀라르디아속                                                                    |
|              | 인도바위쥐속, 크럼프쥐속, 블랜포드쥐속, 밀라르디아속                                                                    |
|              | \| \| 아프리카플라이쥐족(아프리카카루쥐속, 아프리카플라이쥐속, 휘파람쥐속) \| \| \| \| \| \| 아르비칸티스족 \| \| \| \| |
|              | |
|              | 아프리카플라이쥐족(아프리카카루쥐속, 아프리카플라이쥐속, 휘파람쥐속)                                                    |
|              | |
|              | 아르비칸티스족 |
|              | |

|  | 아프리카플라이쥐족(아프리카카루쥐속, 아프리카플라이쥐속, 휘파람쥐속) |
|  |                                                                      |
|  | 아르비칸티스족                                                       |
|  |                                                                      |